# Malta
För andra betydelser, se Malta (olika betydelser).
Malta, formellt Republiken Malta (engelska: Republic of Malta, maltesiska: Repubblika ta' Malta), är en östat i södra Medelhavet mellan Libyen i söder och Italien i norr (cirka 93 km söder om den italienska ön Sicilien). Landet som ligger närmast (förutom Italien) i väster är Tunisien, och i rak östlig riktning är det Grekland med ön Kreta.
Malta betraktas ibland som Europas sydligaste stat (även om Gavdos söder om Kreta når längre söderut). Den är dessutom en av Europas mikrostater, och dess huvudstad Valletta är Europeiska unionens minsta. Maltas yta är 316 kvadratkilometer, motsvarande mindre än en fjärdedel av Ölands yta.
Landet hade den 1 januari 2016 434 403 invånare. Nationalsången heter L-Innu Malti.

## Namn
Namnet Malta har sitt ursprung i den antika grekiskans Melítē (Μελίτη) som i sin tur har ett okänt ursprung. Namnet Melítē (vilken även var det antika namnet för den nutida kroatiska ön Mljet) betyder "sötma" eller "honungsplats". Namnet kan alludera till det endemiska underarten till honungsbiet, Apis mellifera ruttneri. En alternativ tolkning bland onomastiker är att det antika grekiska namnet skulle ha ett feniciskt ursprung, där ordet Maleth (𐤌𐤋𐤈, mlṭ), "hamn", skulle vara en referens till den stora hamnen intill den gamla bosättningen vid dagens Bormla.

## Historia

### Äldre historia (f. Kr.)
Malta har varit bebott sedan ungefär 5200 år f. Kr. Den vanligaste teorin är att de grupper av människor som invandrade vid denna tidpunkt kom från Sicilien. En annan är att det var en västmediteransk primitivkultur från Nordafrika.
Trots de begränsade resurser som fanns på öarna blomstrade denna kultur, och man reste ett flertal megalitiska monument av kalksten, som det finns gott om på ön. Dessa härstammar från tiden 3 000–2 500 f. Kr och är ofta byggda parvis. Sju av dessa monument har förklarats som världsarv av Unesco; bland dessa finns det mest välbevarade, Tarxientemplen.
Lämningar av antika stentempel finns även i Hagar Qim, Mnajdra och på ön Gozo samt det unika Necropolis (de dödas stad), Hal Saflieni Hypogeum, som ligger underjordiskt i Vallettas förort Paola. Man har där påträffat över 7 000 gravar. En rad av dessa monument samt själva huvudstaden har tagits upp på Unescos världsarvlista 1980). En del av de äldsta lämningarna är äldre än de egyptiska pyramiderna i Giza.
Den megalitiska tempelkulturen avlöstes av en bronsålderskultur.
Omkring år 1000 f. Kr. blev ön koloniserad av fenicier, som använde ögruppen som en utpost när man utökade sin handel i Medelhavet. Efter dem finns fornminnen i form av gravkamrar med lersarkofager i människogestalt, vattencisterner och lämningar av verkstäder.
År 736 f. Kr. koloniserades ön av greker, som kallade sin nya koloni "Melita" efter det grekiska ordet för honung, meli. Anledningen till namnet är den honungsgula kalksten, som är mycket vanlig där, och sedan länge är det huvudsakliga byggnadsmaterialet på ön. Gozo kallades i äldsta tid Ogygia, vilket ibland har ansetts vara den ö som enligt Odyséen beboddes av nymfen Kalypso. Senare har ön benämnts Gaudos.
Öarna hamnade under karthagiskt styre omkring år 400 f. Kr.
Vid andra puniska kriget 218 f. Kr. erövrade romarna Malta och förenade det med provinsen Sicilien. Malta blomstrade under romartiden, då det erhöll status municipium. Romarna anlade också en fästning på öns centrala del med utsikt över hela landet. Denna erhöll vid tidpunkten samma namn som ön, alltså Melita.

### År 1–1500
På 400-talet e. Kr. besattes ögruppen av vandalerna, som senare följdes av östgoterna. Vid romarrikets sönderfall tillföll Malta den östromerska delen, sedermera Bysans, och förlorade betydelse.
Ögruppen ingick i Bysantinska riket från 533 fram till 870, då den erövrades av Abbasidiska kalifatet. De nya arabiska herrarna utvecklade öns bomullsindustri och genomförde en allmän upprustning av huvudstaden, som nu bytte namn till Mdina. En förstad med ett traditionellt arabiskt namn, Rabat, anlades. Öbornas eget språk maltesiska är det enda semitiska språk som skrivs med latinska bokstäver.
I samband med att den normandiske riddaren, greven av Sicilien, Roger I (Ruggero), övertog styret i södra Italien (och lade grunden till Kungariket Sicilien) drev han också ut araberna från Malta år 1091. Han ägnade dock inte så mycket tid åt sin nya besittning, vilket gjorde att landet föll sönder och delades upp mellan lokala aristokrater.
I ett par hundra år bestod dock den arabiska karaktären på öarna. Aristokraterna utökade även bebyggelsen i Mdina med sina egna palats. Under denna period byggdes också många av de äldsta kyrkorna på ön, ofta på platser där det funnits kyrkor redan före arabernas invasion. På 1240-talet utvisades den muslimska befolkningen, och därmed minskade det arabiska inflytandet på Malta.
1280–1479 ingick Malta i Aragonska kronan som senare förenades med Kastilien, varmed Malta hamnade under spansk hegemoni.

### År 1500–1900
Karl V (tysk-romersk numrering, identisk med Karl I enligt spanska imperiets numrering) befarade en muslimsk inryckning till Europa via Malta. Som en broms mot detta förlänade han 1530 Malta till Johanniterorden, som var på flykt sedan Süleyman den Store från Osmanska riket hade jagat bort dem 1522 från deras bas Rhodos. Som motprestation för gåvan skulle johanniterna till Karl V årligen överlämna en jaktfalk som symbolisk avgift.
Det var nu öns ekonomi började blomstra, mycket tack vare det sjöröveri som Johanniterorden ägnade sig åt. Turkarna gjorde ett misslyckat anfall 1551 i ett försök att krossa Johanniterna. Orden var dock fortfarande en nagel i ögat på den osmanske sultanen, och 1565 försökte han på nytt genom att skicka en styrka på 40 000 man för att erövra ön vilket blev känt som belägringen av Malta. Landstigningen ägde rum vid Marsaxlokk. Trots svårt underläge för Johanniterna, vars styrkor uppgick till bara 6 000 man, misslyckades anfallet till följd av slug taktik från ordens dåvarande stormästare Jean Parisot de la Valette. Båda sidor led svåra förluster. Mellan 25 000 och 30 000 osmaner stupade, och malteserriddarna förlorade 2 500. Dessutom dödades omkring 7 000 personer ur den civila befolkningen.
Malteserriddarna, som johanniterna börjat kalla sig, hade genom kriget insett att landet var svårförsvarat, och man började bygga en ny befäst stad, Valletta, för sitt högkvarter i stället för det dittillsvarande Birgu. Den första huvudstaden Mdina låg mitt i landet, även kallad "den tysta staden". Den första grundstenen lades den 28 mars 1566. Samma år som Jean de la Valette dog stod den nya staden klar.
1798 var emellertid malteserriddarna illa förberedda när Napoleon I Bonaparte ockuperade ön, och de gav upp utan motstånd. Detta kom att markera slutet på malteserriddarnas välde. Det innebar bland annat att slavhandeln avskaffades och att fängslade turkar släpptes fria.
Det franska styret varade dock inte längre än Napoleon själv. Fransmännen var hårda herrar och maltesarna gjorde uppror. På maltesisk begäran kom britterna till hjälp genom en flottstyrka ledd av Lord Nelson. 1800 kapitulerade den franska garnisonen.
Vid Freden i Amiens 1802 bestämdes att Johanniterorden skulle få tillbaka Malta, men maltesarna motsatte sig detta och begärde åter hjälp från Storbritannien. Det hela slutade med att Malta genom Parisfreden 1814 blev brittisk kronkoloni.
I och med att handelstrafiken genom Medelhavet växte efter det att Suezkanalen hade öppnats 1869, inleddes en ny blomstringstid för ön. Efter hand började maltesarna glida ur den brittiska överhögheten.

### 1900-talet
1921 fick Malta ett begränsat självstyre.
Efter Italiens inträde i andra världskriget i juni 1940 och det följande fälttåget i Nordafrika blev Malta föremål för en belägring under två års tid av tyska och italienska flyg- och flottstridskrafter. Ön utsattes för 3000 bombräder och fientliga flottstyrkor försökte förhindra allierade konvojer från att nå ön. Efter axelmakternas nederlag i slaget vid el-Alamein och deras reträtt till Tunisien upphävdes belägringen i november 1942. 
Efter andra världskriget upplevde Malta en turbulent period. Genom en författningsändring 1947 fick man ökad befogenhet att bestämma i inrikesfrågor. 1956 anordnades en folkomröstning angående ett förslag att knyta Malta fastare till det brittiska imperiet, vilket skulle ge Malta plats i det brittiska parlamentet. Majoriteten av de röstande svarade ja till förslaget, men eftersom valdeltagandet till följd av bojkott från Nationalistpartiet var lågt, så innebar det att ja-rösterna representerade en minoritet av de röstberättigade. Förslaget genomfördes inte.
Nationalistpartiet fick majoritet vid valet 1962 och drev med visst stöd från Arbetarepartiet igenom fullständig självständighet från 1964, men man ingick samtidigt i en försvarsallians med Storbritannien och kom därmed att fortfarande vara en del av det brittiska samväldet. Efter nytt maktskifte sades försvarsavtalet upp, och 1974 förklarade sig Malta vara en autonom republik. År 1979 stängdes den brittiska militärbasen i enlighet med det avtal som hade förhandlats fram 1972.

### 2000-talet
År 2004 blev Malta medlem i Europeiska unionen.

## Geografi

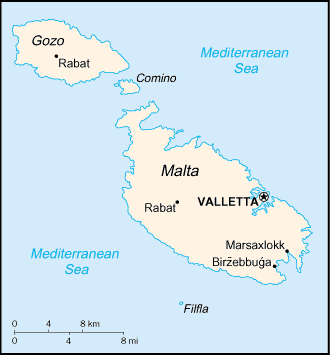
Engelskspråkig karta över Malta.

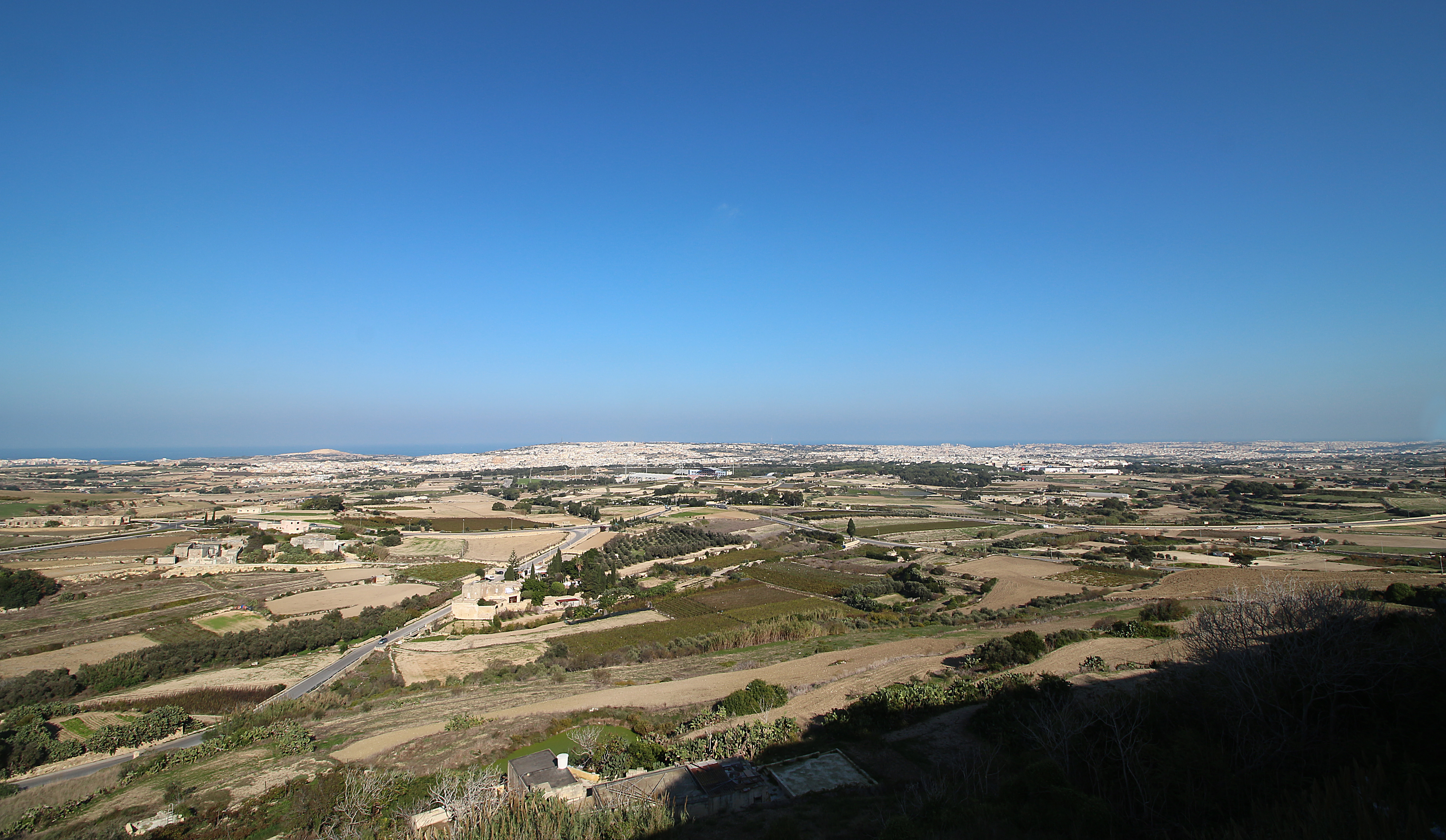
Vy över landskapet på Malta sett från staden Mdina.

Malta är beläget cirka 93 kilometer söder om Sicilien och 333 kilometer nordost om närmaste punkt på det afrikanska fastlandet (i Tunisien). Malta består av en ögrupp med sju öar varav endast de tre största är befolkade:[källa behövs]
- Malta, 246 kvadratkilometer, där huvudstaden Valletta ligger och med Benghisa Point som den sydligaste udden.
- Gozo (Għawdex), 14 · 6 kilometer (67 kvadratkilometer).
- Comino (Kemmuna, Cominotto), 3 kvadratkilometer. Ön var länge obebodd, men har på senare tid exploaterats för turism. Den bofasta befolkningen är fortfarande liten. Ön skiljs i norr från Gozo av Norra Cominokanalen och i söder mot huvudön av Södra Cominokanalen. Comino är berömt för Den blå lagunen med alldeles klart vatten, lämpligt för dykning.
  - Filfola, även kallad Filfia och Filfla, söder om huvudön; ej bebodd, men lär ha haft ett kapell i en grotta, byggt 1343. Det förstördes av en jordbävning på 1800-talet. Under andra världskriget använde The Royal Air Force (RAF) ön som mål för bombövningar. Nu är den ett naturreservat och hyser många unika djur- och växtarter.

### Topografi
Malta ligger på en havsbottenplattform som sträcker sig från Sicilien till Tunisien. Öarna består av lager av sand- och kalksten från tertiärtiden, som sluttar svagt mot nordost. Den sydvästra delen av huvudön utgör en platå på cirka 200 meter över havet. Nadur Tower når 239 meter, och en höjd söder om Rabat når 258 meter. Landskapet är poröst, lutande och svagt böljande, med högre områden bestående av korallkalk. Södra kusten är särskilt brant och saknar stora vikar, medan norra kusten har flera djupa vikar med naturliga hamnar. Mindre slättområden finns, exempelvis i sydöst. Den näst största ön, Gozo, är också en korallkalkplatå med lägre slätter i söder.

### Hydrografi
Det finns inga vattendrag, men regnvattnet sipprar ner till ett ogenomträngligt lager av blålera, där två olika grundvattennivåer finns. Jordbruket är helt beroende av konstbevattning, men färskvatten är en bristvara. Man tar till vara regnvatten, som samlas i stora cisterner. Vattenbristen har drivit fram några arter av de få vilda växterna som tål saltvatten.[källa behövs]

### Klimat
Malta har ett varmt tempererat klimat med typiska drag av medelhavsväder. Somrarna är heta, torra och mycket soliga, medan vintrarna är milda och regniga, med endast sporadiska kyliga dagar. Frost kan ibland förekomma under vintern. Ungefär tre fjärdedelar av den årliga nederbörden på cirka 550 mm faller mellan oktober och mars, medan juni och juli nästan är helt torra. Årsmedeltemperaturen ligger på 19 °C, och månadsmedeltemperaturen varierar mellan 12 °C och 26 °C. Vindar är ofta starka, inklusive den kalla mistralen från nordväst och den varma, torra sciroccon som uppträder på framsidan av cykloner.

### Växt- och djurliv
Ungefär 70 % av Maltas växtarter är typiska för medelhavsområdet och har en bred utbredning. Många arter är anpassade till salthaltiga miljöer, såsom strandaster (Inula crithmoides), havsfänkål (Crithmum maritimum), sjölök, tamarisker och frankenior. På grund av mänsklig påverkan är naturlig träd- och buskvegetation numera ovanlig och förekommer främst i skyddade dalar. Bland träden återfinns aleppotall, kermesek, mastix, myrten och oliv, samt buskar som Kristi törnekrona (Paliurus spina-christi) och Rhamnus lycioides. Den sällsynta cypressarten arar (Tetraclinis articulata), som under sent 1700-tal var vanlig på ön, är numera nästan helt försvunnen. Endemiska arter är få, vilket indikerar att Malta separerades från fastlandet relativt nyligen.
Maltas djurvärld är relativt begränsad, delvis på grund av omfattande jakt. Bland de inhemska däggdjuren finns småvessla, spansk igelkott, vattennäbbmus, husnäbbmus samt fladdermöss som hästskonäsor. Bland häckande fåglar finns blåtrast, sammetshätta, glasögonsångare, spansk sparv och två liror – gulnäbbad och mindre. Under flyttning passerar stora mängder fåglar ön, men intensiv jakt under denna tid har mött kritik från europeiska naturvårdsorganisationer.
Bland kräldjur kan nämnas den endemiska maltesiska murödlan (Podarcis filfolensis) och morisk landsköldpadda. Historiskt, under pleistocen, levde på Malta både dvärgelefanten (Elephas falconeri) och en dvärgflodhäst.

### Naturskydd
Malta har många små naturskyddsområden, inklusive natur- och fågelreservat. Ungefär 17 % av landets yta är skyddad, vilket även omfattar hela syd- och västkustens områden.

## Styre och politik

### Författning och styre
Malta är en parlamentarisk republik. Parlamentet har 65–69 ledamöter som väljs för femåriga mandatperioder i proportionella val genom enkel överförbar röst i 13 valkretsar som vardera väljer 5 ledamöter. Sedan 1987 kan valkretsmandaten kompletteras med utjämningsmandat om ett parti som fått en majoritet av rösterna inte fått en majoritet av valkretsmandaten.
Presidenten är statsöverhuvud med fem års mandattid. Presidenten väljs av parlamentet och saknar egentlig makt.
Malta har ett utpräglat tvåpartisystem. De två stora partierna, Partit Laburista  (Arbetarpartiet) och Partit Nazzjonalista (Nationalistpartiet) får vardera normalt omkring hälften av rösterna i alla parlamentsval och är sedan 1966 de enda partierna med representation i parlamentet. Valdeltagandet brukar vara mycket högt i maltesiska val.

### Administrativ indelning
Malta är indelat i sex regioner, som styrs av ett regionråd, och 68 kommuner som styrs av ett kommunråd. Malta är det enda EU-land som helt saknar administrativa indelningar ovan kommunnivå. Sedan 1993 är Malta indelat i 68 kommuner.

### Politik
Arbetarpartiet hade majoritet 1971—1987 med Dom Mintoff som ledare fram till 1984. Mintoff sade upp försvarsavtalet med Storbritannien, balanserade mellan stormaktsblocken, närmade sig Sovjetunionen och inledde samtal med arabstater, bland annat Libyen.
Nationalistpartiet tog makten 1987, marknadsanpassade ekonomin, strävade åter i riktning mot västblocket, men stannade vid ett författningstillägg om alliansfrihet.
| 1974—1976 | Anthony Mamo               |
| 1976—1982 | Anton Buttigieg            |
| 1982—1987 | Agatha Barbara             |
| 1987—1989 | Paul Xuereb                |
| 1989—1994 | Ċensu Tabone               |
| 1994—1999 | Ugo Mifsud Bonnici         |
| 1999—2004 | Guido de Marco             |
| 2004—2009 | Edward Fenech Adami        |
| 2009—2014 | George Abela               |
| 2014—2019 | Marie Louise Coleiro Preca |
| 2019—2024 | George Vella               |
| 2024—     | Myriam Spiteri Debono      |

### Internationella relationer
Landets neutralitet var ett skäl att man till maltesiska vatten förlade den historiska händelse, då väst mötte öst på ett fartyg i Marsaxlokk Bay, där George H.W. Bush och Michail Gorbatjov gjorde de överenskommelser som ledde till slutet på kalla kriget.
Malta har många intressen gemensamma med övriga Europa, och ansökte 1990 om medlemskap i EU och antogs 2004. Malta godkände enhälligt EU-konstitutionen den 7 juli 2005 och enhälligt Lissabonfördraget den 29 januari 2008.
Ambassader finns från Egypten, Frankrike, Grekland, Irland, Italien, Kina, Kuwait, Libyen, Nederländerna, Israel, Qatar, Ryssland, Spanien, Tunisien, Turkiet, Tyskland samt USA.[källa behövs]
Honorärkonsulat från övriga representerade länder, däribland Sverige, som redan vid mitten av 1790-talet här etablerade ett konsulat, 1965 upphöjt till generalkonsulat.  Svenskättade familjen Gollcher är sedan 25 september 1874 svenska konsuler (numera generalkonsuler) på ön.
- En brittisk och en australisk High Commissioner
- Representantkontor för Europakommissionen

### Försvar
Militärtjänsten på Malta är frivillig, och landet är en del av Natos partnerskap för fred. Försvarsstyrkan består av 1 700 aktiva soldater, med ytterligare 260 personer i reserven. Försvaret är utrustat med lättare materiell.
Malta har inte separata grenar för armén, marinen och luftförsvaret, utan dessa samverkar i en gemensam styrka. Luftkomponenten inkluderar tre patrullflygplan för marina uppdrag, två lätta transportplan, tre träningsflygplan och sex helikoptrar. Marinkomponenten består av åtta patrullbåtar och två stödfartyg.
Under 2022 deltog Malta med en liten styrka i FN:s fredsbevarande insats i Libanon, United Nations Interim Force in Lebanon (UNIFIL).

## Ekonomi och infrastruktur

### Näringsliv
Öppnandet av Suezkanalen 1869 gynnade Maltas ekonomi ordentligt till följd av ett starkt ökat antal handelsfartyg som besökte hamnen. Vid slutet av 1800-talet började dock ekonomin gå neråt, och på 1940-talet var den i allvarlig kris på grund av att fartyg nu kunde färdas längre utan att behöva stanna så ofta för att fylla på förråden.
Efter Maltas anslutning till EU den 1 maj 2004 har handeln blivit friare genom att många tidigare statligt styrda företag har privatiserats. Euro infördes den 1 januari 2008 istället för den dåvarande maltesiska liran. Från början av 2008 har Malta deltagit i Schengensamarbetet som en del av EU-medlemskapet.[källa behövs]

#### Jordbruk, fiske
Areella näringar stod för 1,1 procent av Maltas BNP 2017 och sysselsatte 1,6 procent av den yrkesaktiva befolkningen 2016)
Jorden är importerad och hålls på plats genom noggrant terrassarbete. Nästan hälften av ytan är odlad och ger uppdelade små gårdar som producerar potatisar, grönsaker, vete, korn, blomkål, peppar, druvor, citrusfrukter och mejeriprodukter.
År 2021 var den totala fiskefångsten 2 322 ton. De vanligaste arterna som fiskas är makrill, svärdfisk och tonfisk. Den viktigaste fiskhamnen är Marsaxlokk på Maltas sydostkust. Fiskodlingsproduktionen uppgick till 19 829 ton under 2020.

#### Energi och råvaror
Elkonsumtionen i Malta uppgick 2020 till 2 122 miljoner kWh, varav cirka 400 miljoner kWh importerades. Av elproduktionen kommer 88,5 % från fossila bränslen, 11,2 % från solenergi och 0,3 % från biomassa (2020).

#### Industri
Fram till 1800-talet hade Malta få industrier, bortsett från bomulls-, tobaks- och varvsindustrier. Varven användes så småningom av britterna för militära ändamål. Under krigstider blomstrade Maltas ekonomi på grund av dess strategiska läge.
Man har en välutvecklad lätt industri inom elektronik-, plast- och textiltillverkning samt inom livsmedelsområdet. Denna sysselsätter 25 procent av befolkningen och svarar för 17 procent av BNP (2010). Varvsindustrin har haft en viss nedgång, sedan brittisk militär enligt avtal drog sig tillbaka, men är fortfarande betydelsefull.

#### Tjänster och turism
Tjänstesektorn utgör 88,7 % av Maltas BNP (2017) och sysselsätter 77,7 % av den arbetsföra befolkningen (2016). Turismen spelar en viktig roll för ekonomin, med 4,3 miljoner besökare år 2019. På grund av coronapandemin minskade antalet turister till 0,8 miljoner år 2020 och steg till 1,6 miljoner år 2021. Malta har även en välutvecklad bank- och finanssektor.
Malta har blivit Europas mittpunkt när det gäller vadslagning på internet och internetcasino. Större delen av Sveriges internetkasinon (90%) har sin bas på Malta. Den gynnsamma lagstiftningen kring kasinoverksamhet, samt ett mycket gynnsamt företagsklimat är två bidragande faktorer.[källa behövs]

### Handel
Ekonomin är beroende av utländsk handel (landet fungerar som en knutpunkt för frakt). Exporten avser huvudsakligen industriprodukter, men handelsbalansen har slagsida eftersom man måste importera dubbelt så mycket som man exporterar. Största handelspartner är Italien, Storbritannien och Tyskland.

### Infrastruktur

#### Transporter

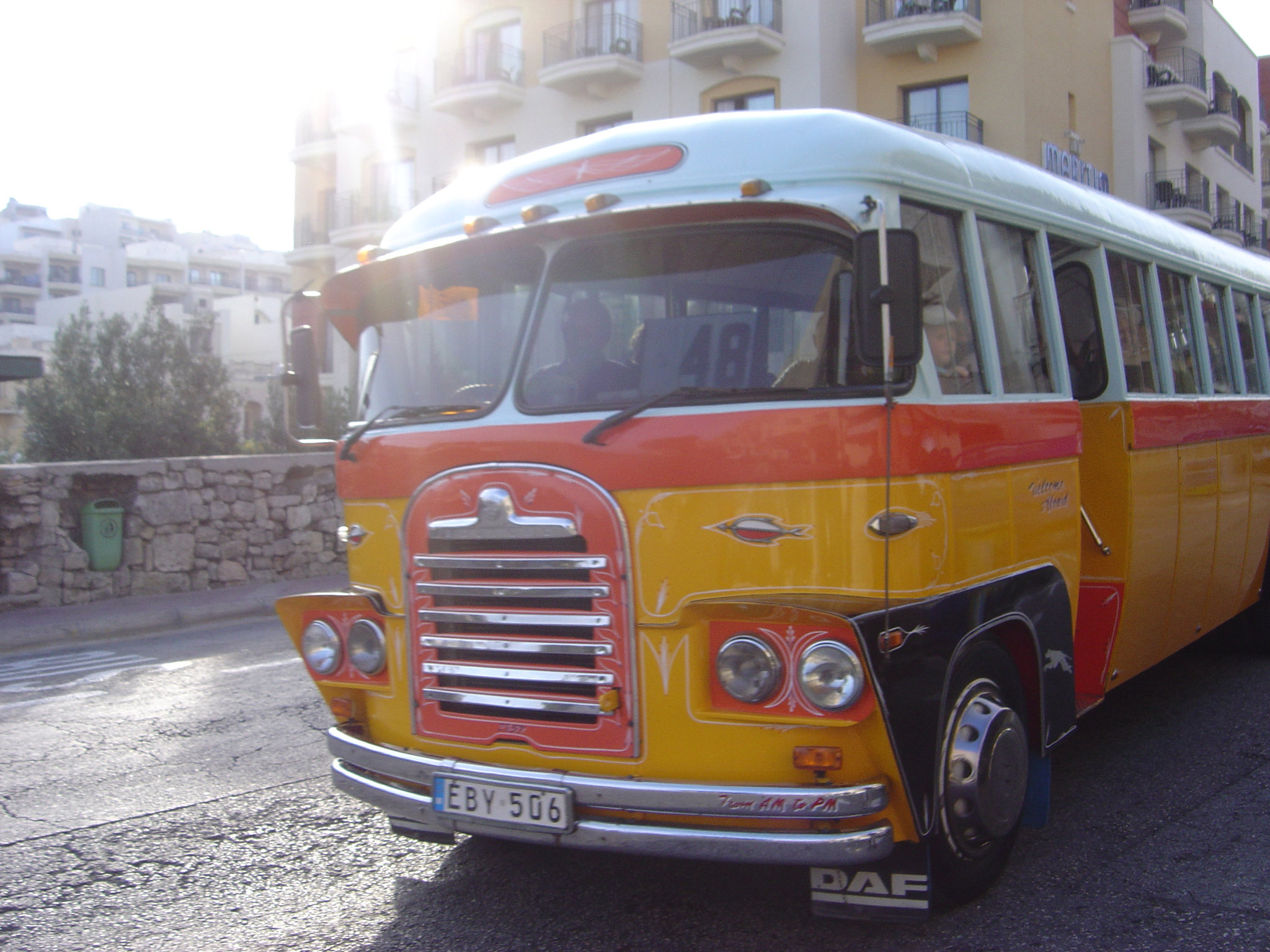
En buss från Malta.

Malta har vänstertrafik, ett minne från den brittiska tiden. Kollektivtrafiken i form av bussar är väl utbyggd. Bussarna var fram till 2011 i sig en turistattraktion, då de till stor del var utrangerade engelska bussar från 1950- och 1960-tal. På bussen förväntades man betala kontant och med jämna pengar; att kräva växel tillbaka var inte populärt. 2011 ersattes det gamla privata bussystemet med ett bolag som bedriver all busstrafik i landet. Trots kollektivtrafiken och att ön är liten är det ändå förhållandevis många som har egen bil. Vissa av vägarna är också förhållanndevis stora vägar. Även om de inte är skyltade som motorvägar så håller de en standard som gör att de kunde klassas in som det, då de är mötesseparerade, planskilda och har minst två körfält i vardera riktning, en del av dem har fler körfält.
Järnvägar saknas.
Malta har en stor hamn i Valletta och stora anläggningar för fartygsunderhåll. Mellan huvudön Malta och Gozo går färjor i regelbunden trafik. Även till Sicilien går färjor dagligen. Grand Harbour i Valletta besöks årligen av 3 000 fartyg.
5 kilometer sydväst om Valletta ligger öns enda flygplats, Maltas internationella flygplats. Landet har ett eget flygbolag, Air Malta, som ägs av staten.

#### Utbildning
Läskunnigheten är 87 procent. Skolgången är kostnadsfri och obligatorisk för barn mellan 6 och 16 år. Ett universitet finns för högre utbildning.

## Befolkning

### Demografi
Efter folkräkningen den 20 november 2011, som avsåg den faktiska (de facto) bosatta befolkningen i landet, noterades antalet invånare utgjorde 417 432. Därav var 207 625 män och 209 807 kvinnor. Nativiteten är 1,3 procent (fertilitet 2 procent) och mortaliteten 0,9 procent.
Det allmänna välståndet är jämförbart med det rådande i Västeuropa och socialvården är väl utbyggd.

#### Större städer
| Huvudön | Gozo                                                                        |
| --- | --------------------------------------------------------------------------- |
| - Birkirkara - Birżebbuġa - Dingli - Gzira - Hamrun - Luqa (flygplats) - Marfa - Mdina - Mellieha, berömt för öns längsta badstrand och barock-kyrka från 1800-talet - Rabat - Mosta - Paola - Siggiewi - Sliema - St. Julian's - St. Paul's Bay med Buġibba - Qormi - Valletta (huvudstad) - Zabbar - Zejtun - Iż-Żurrieq | - Charb - Marsalforn - Mgarr - Sannat - Victoria (Rabat) - Xaghra - Xewkija |

#### Urbanisering
Malta är ett av de befolkningstätaste länderna i Europa och ett av de mest tätbefolkade länderna i världen med över 1 200 invånare per kvadratkilometer.[källa behövs]Nästan 95 % av Maltas befolkning lever i stadsområden (2020). Över hälften av invånarna bor i den östra delen av huvudön Malta. I själva huvudstaden Valletta finns det 5 157 invånare (2021), medan storstadsområdet Valletta har en befolkning på cirka 480 000 personer (2020).

#### Minoriteter
Invånarna är en blandning av de flesta folkslagen runt Medelhavet.

#### Migration
Trångboddheten har gjort att många haft svårt att finna sysselsättning, vilket lett till utvandring, främst till Italien, Australien, Nordafrika, Storbritannien och USA, vilket balanserar födelseöverskottet. Nettoresultatet är att befolkningen minskar långsamt.

### Språk
Malta har två officiella språk: maltesiska, som ursprungligen stammar från semitiskan (ursprungligen arabiska) och som är starkt påverkat av italienska (i synnerhet sicilianska) som utgör 52 procent av ordförrådet, och engelska. Även franska har influerat språket. Italienska talas av cirka 66% av folket och har sedan länge varit ett viktigt språk på Malta och var fram tills 1931 officiellt språk på ön.

### Religion
98 procent av befolkningen är romersk-katolsk. Enligt Maltas konstitution sektion 2 är Romersk-katolska kyrkan statsreligion, men religionsfrihet råder. Kyrkan har rätt att visa medborgarna principerna för vad som är rätt och fel, och kyrkans tro skall läras ut vid landets skolor. Landet har två biskopar, en för huvudön, och en för Gozo.

## Kultur

### Massmedier

#### Press
På Malta publiceras två dagstidningar på maltesiska: In-Nazzjon Tagħna, som har kopplingar till Nationalistpartiet, och L-Orizzont, som ägs av fackföreningar. Dessutom ges den engelskspråkiga, konservativa tidningen The Times ut. Var och en av dessa publicerar också en söndagsutgåva.

#### Radio och television
Radio började sändas 1935 och TV infördes 1961, men båda förstatligades 1975. Privat radio blev tillåten 1991 och är, liksom dagstidningarna, starkt kopplad till politiska partier. År 1999 fanns det 13 radiostationer och fyra TV-kanaler i landet.

### Konstarter

#### Musik och dans
Maltas konstmusik har starka band till Italien, där många musiker utbildats. Bland historiska tonsättare finns Giuseppe Balzano (1616–1700), Mikelangelo Vella (1715–92), Francesco Azopardi (1748–1809), och Niccolò Isouard (1775–1818), som skrev operor för Paris. Under 1800-talet dominerade familjer som Nani och Bugeja musiklivet. Nutida kompositörer inkluderar Carmelo Pace (1906–93) och Charles Camilleri (1931–2009), medan yngre generationer representeras av Joseph Vella och Dion Buhagiar.
Kyrkan har länge varit ett centrum för musik, och teatrar som Manoel Teatru från 1732 spelar opera och musikaler. Högre musikutbildning etablerades 1890, och Malta har idag flera operahus och symfoniorkestrar.
Folkmusiken på Malta är en mix av sydeuropeiska och nordafrikanska traditioner. En viktig del är sånger som għana, traditionellt framförda av män och kvinnor i olika miljöer. Genren spirtu pront, där sångare improviserar verser på ett givet tema, är särskilt populär. Kända artister är Karmnu Xuereb och Frans Baldacchino. Instrument som säckpipa och tamburin har till stor del ersatts av gitarrensembler och mässingsorkestrar, vilka är centrala i religiösa processioner och festligheter. Folkmusiken har återupplivats, bland annat genom gruppen Etnika.
Maltas folkdanser, som il-Kuntradanza och svärdsdansen il-parata, har rötter i 1700-talets högreståndsdanser. De har delvis återupplivats och visas ofta vid högtider.
Under 1900-talet utvecklades en dynamisk populärmusikscen på Malta, med genrer som rock, pop och hiphop. Artister som Freddie Portelli, The Greenfields och Fabrizio Faniello har varit framträdande. Kompositören Aidan Zammit bidrar med musik till film och teater. Valetta anordnar årligen en jazzfestival som lockar internationell publik.

### Traditioner

#### Matkultur
Landets nationalrätt är Stuffat Tal-Fenek: kanin i rödvinssås.

#### Kultursymboler
Malta utgjorde under andra världskriget en viktig flygbas för britterna, och därmed blev den också ett viktigt mål för axelmakternas bombningar. 1942 fälldes fler bomber över Malta än över London under den så kallade Blitzen. Bland annat inträffade "miraklet i Mosta", då tre bomber släpptes på stadens stora kyrka, men ingen detonerade. I dag finns en replika av en av blindgångarna utställd i kyrkan.
Som erkänsla för den uthållighet och heroiska kamp som malteserna visade under kriget förlänades nationen Malta år 1942 Sankt Georgs-orden, den allra högsta engelska civila utmärkelsen. Till minne därav inlemmades 1964 Sankt Georgskorset som symbol i landets flagga.

## Internationella rankningar
| Organisation                                | Undersökning                   | Rankning  |
| ------------------------------------------- | ------------------------------ | --------- |
| Heritage Foundation/The Wall Street Journal | Index of Economic Freedom 2022 | 27 av 180 |
| Reportrar utan gränser                      | Pressfrihetsindex 2022         | 78 av 180 |
| Transparency International                  | Korruptionsindex 2021          | 49 av 180 |
| FN:s utvecklingsprogram                     | Human Development Index 2020   | 28 av 189 |

## Bilder

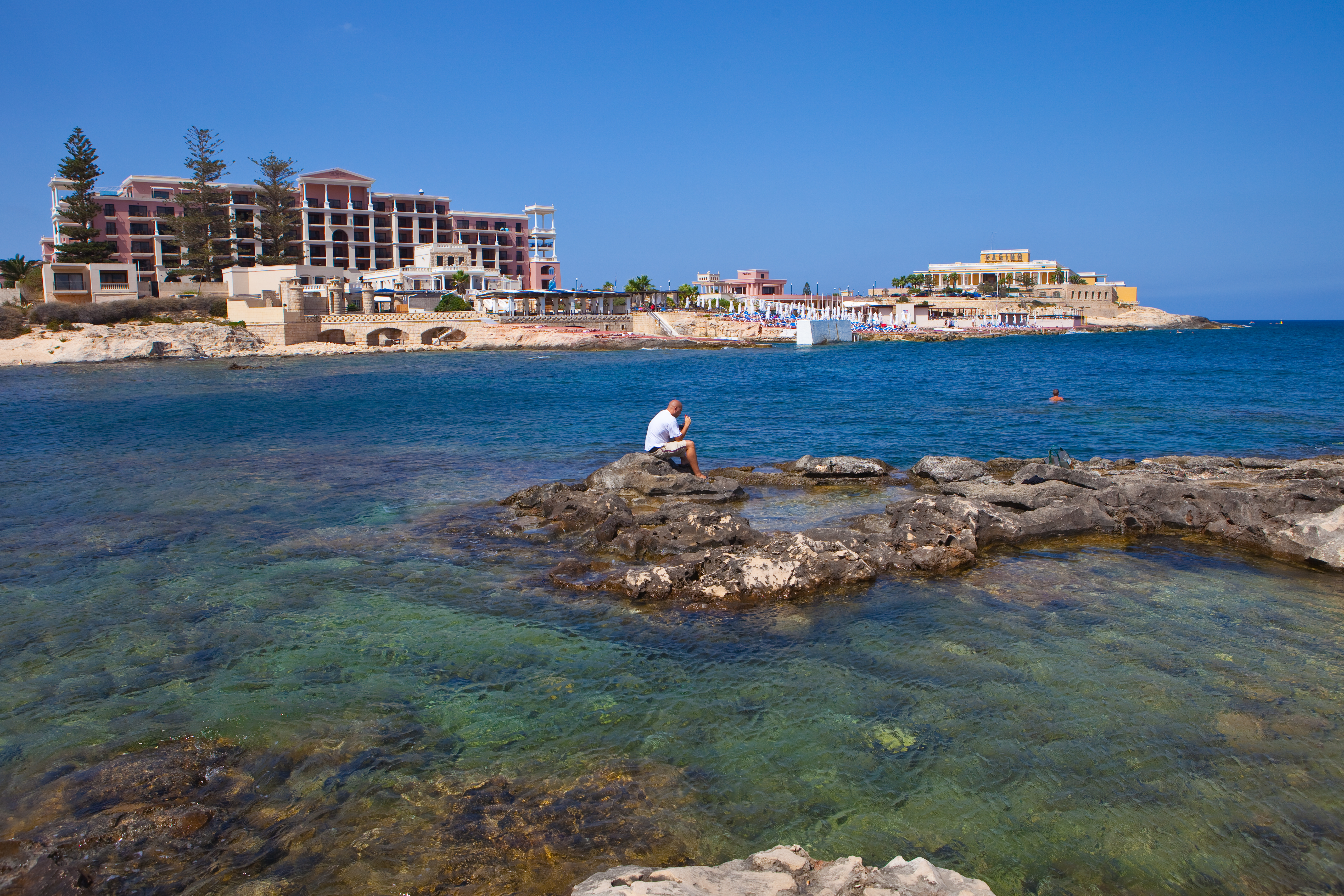
Westin Dragonara Resort och Kasino.
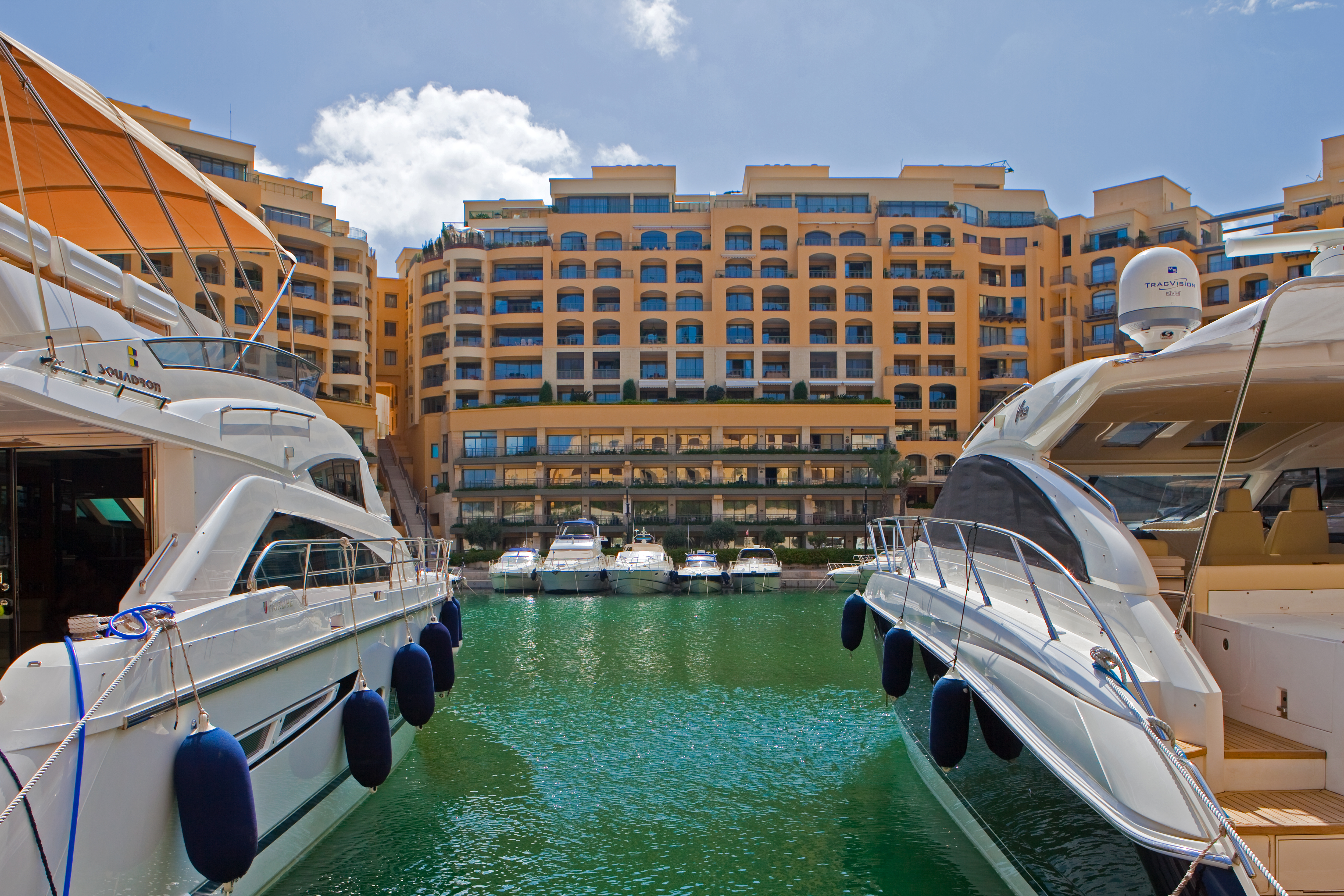
Portomaso Marina.
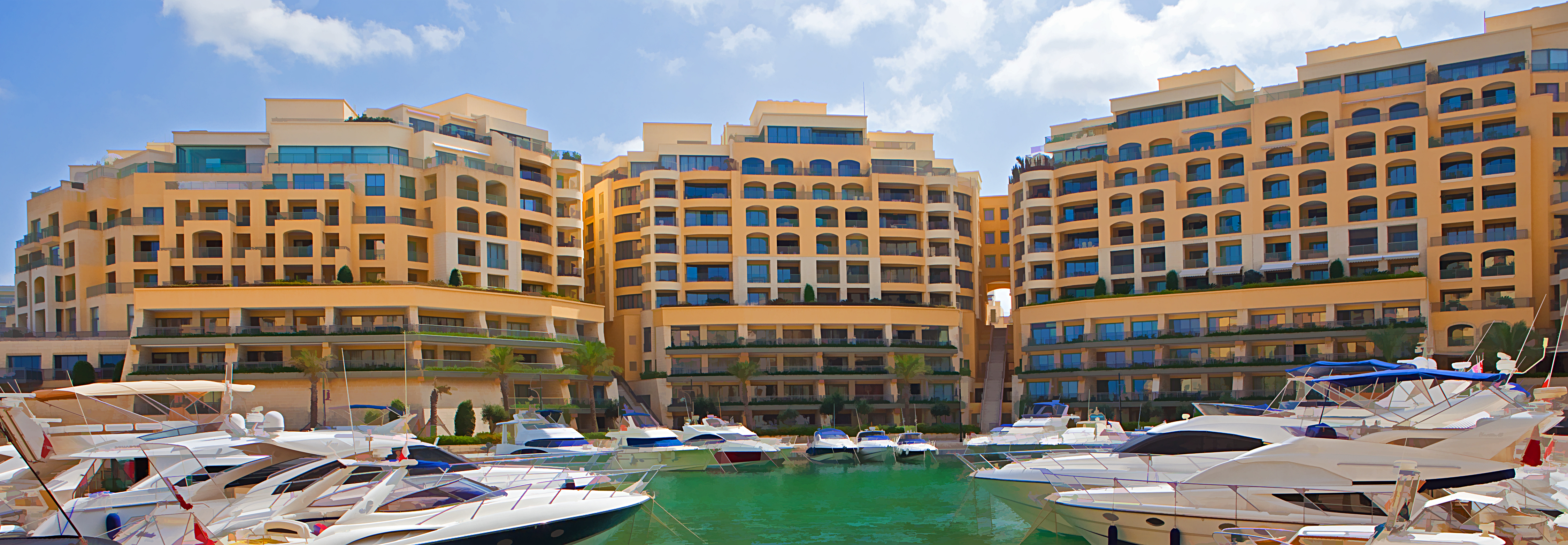
Portomaso Marina.
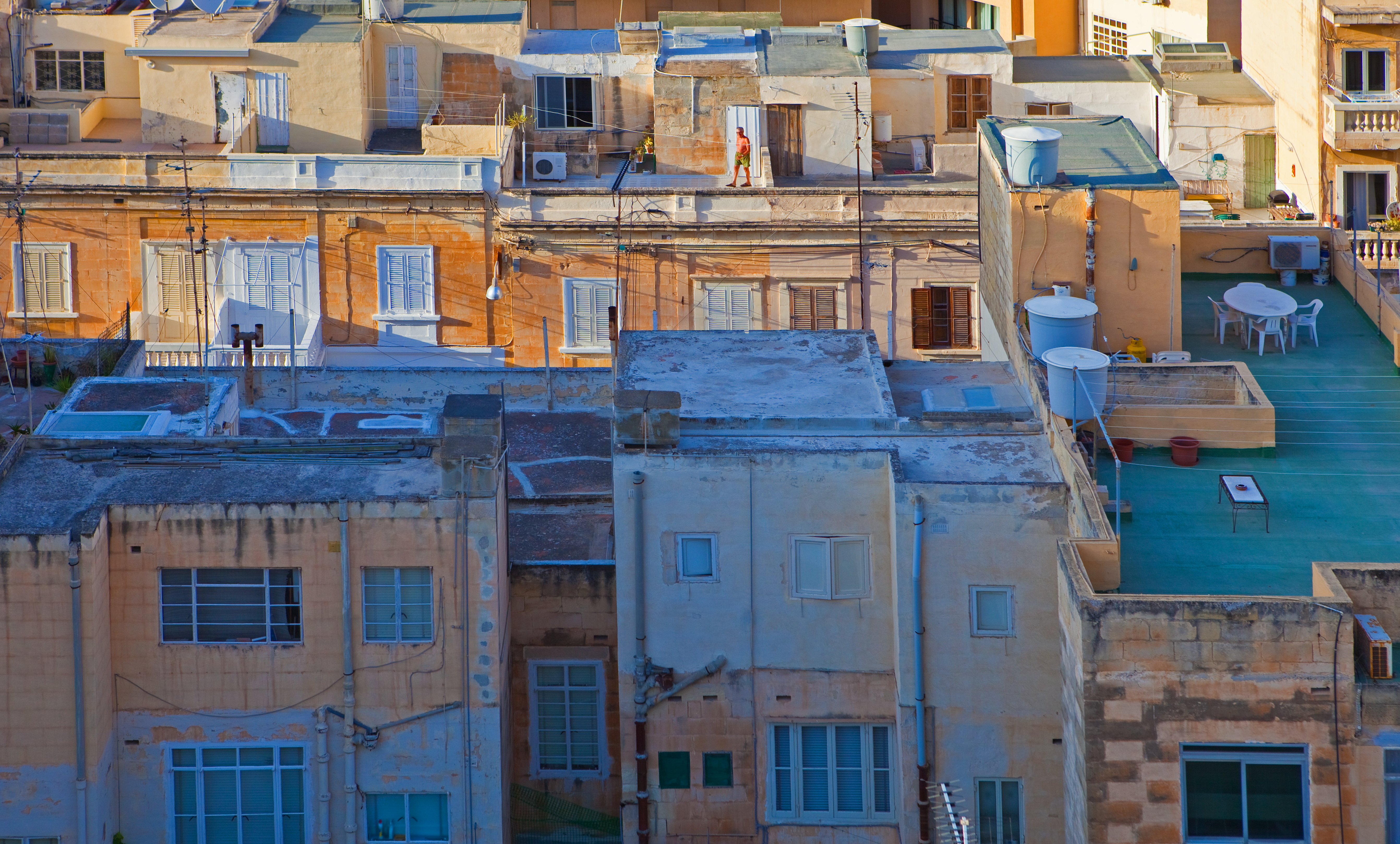
Takutsikt över del av Dragonara.
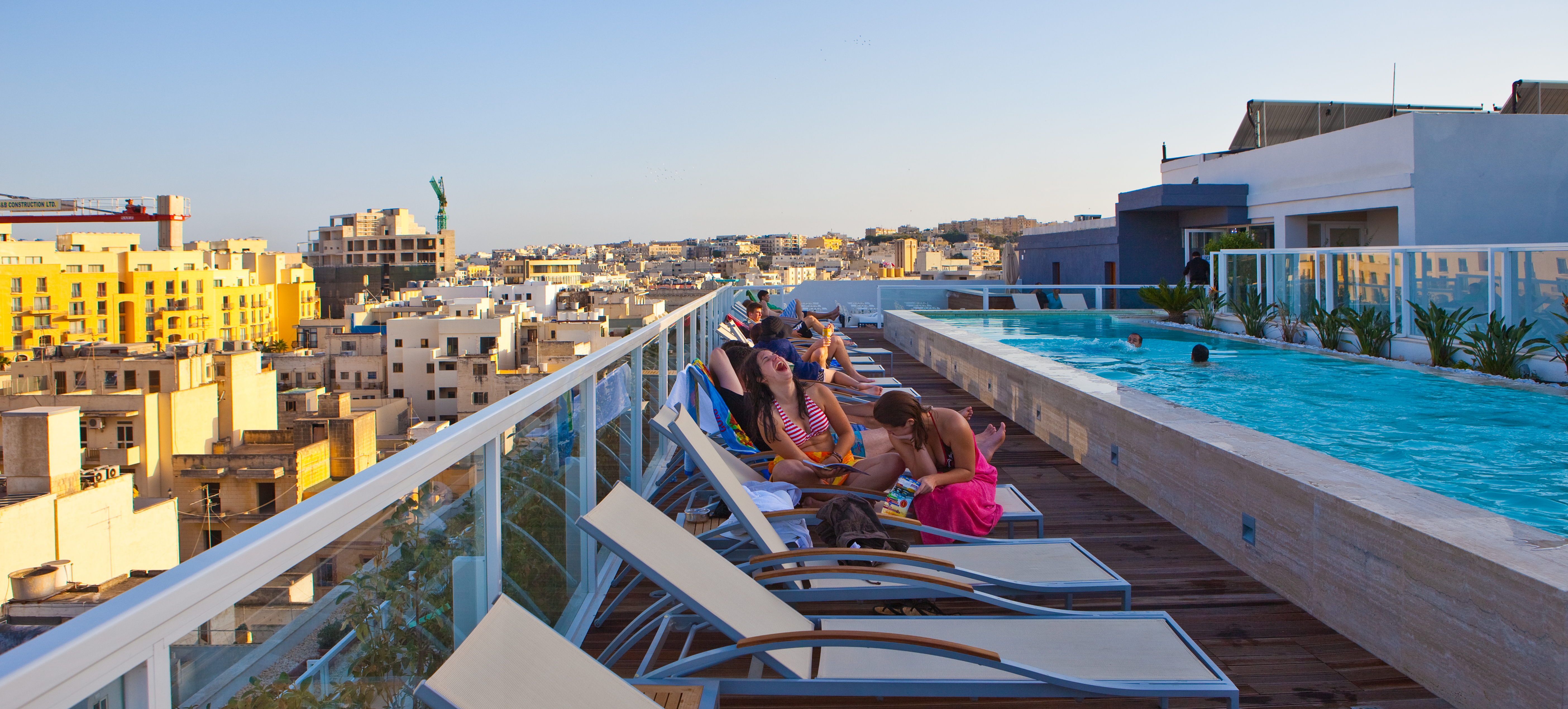
Takterrass med pool på Alexandra Hotel Malta.
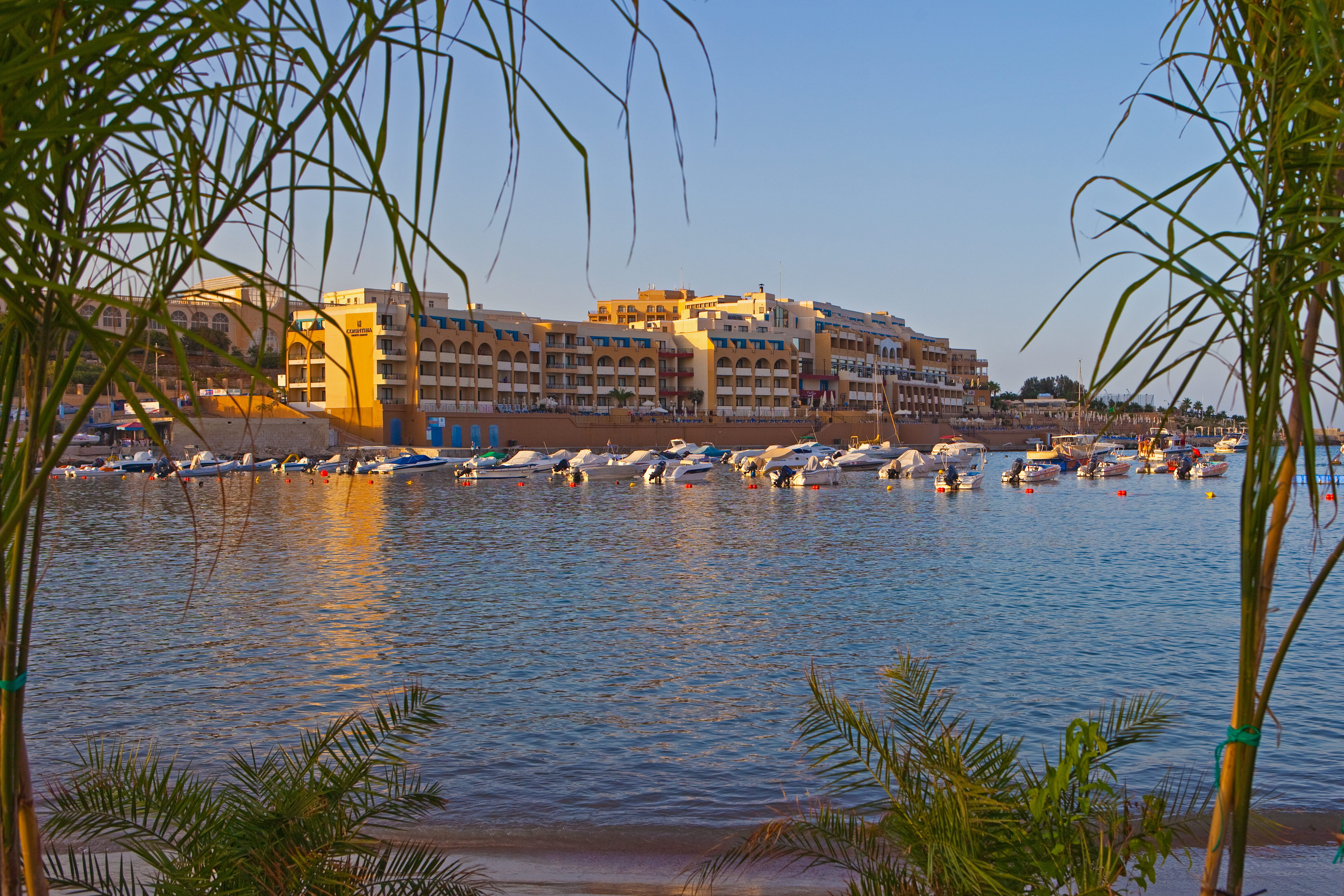
Spinola Bay.
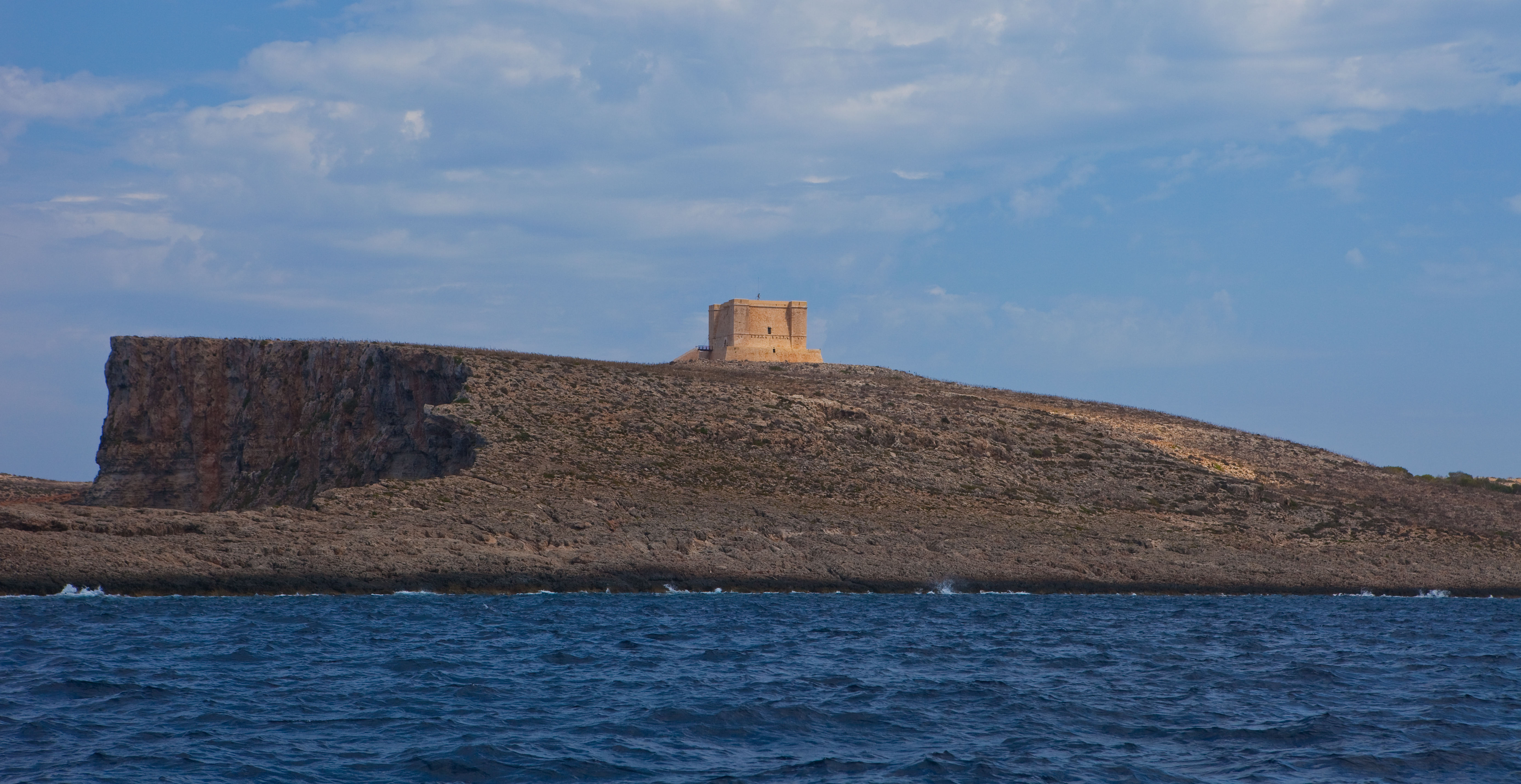
Saint Mary's Tower på Comino.
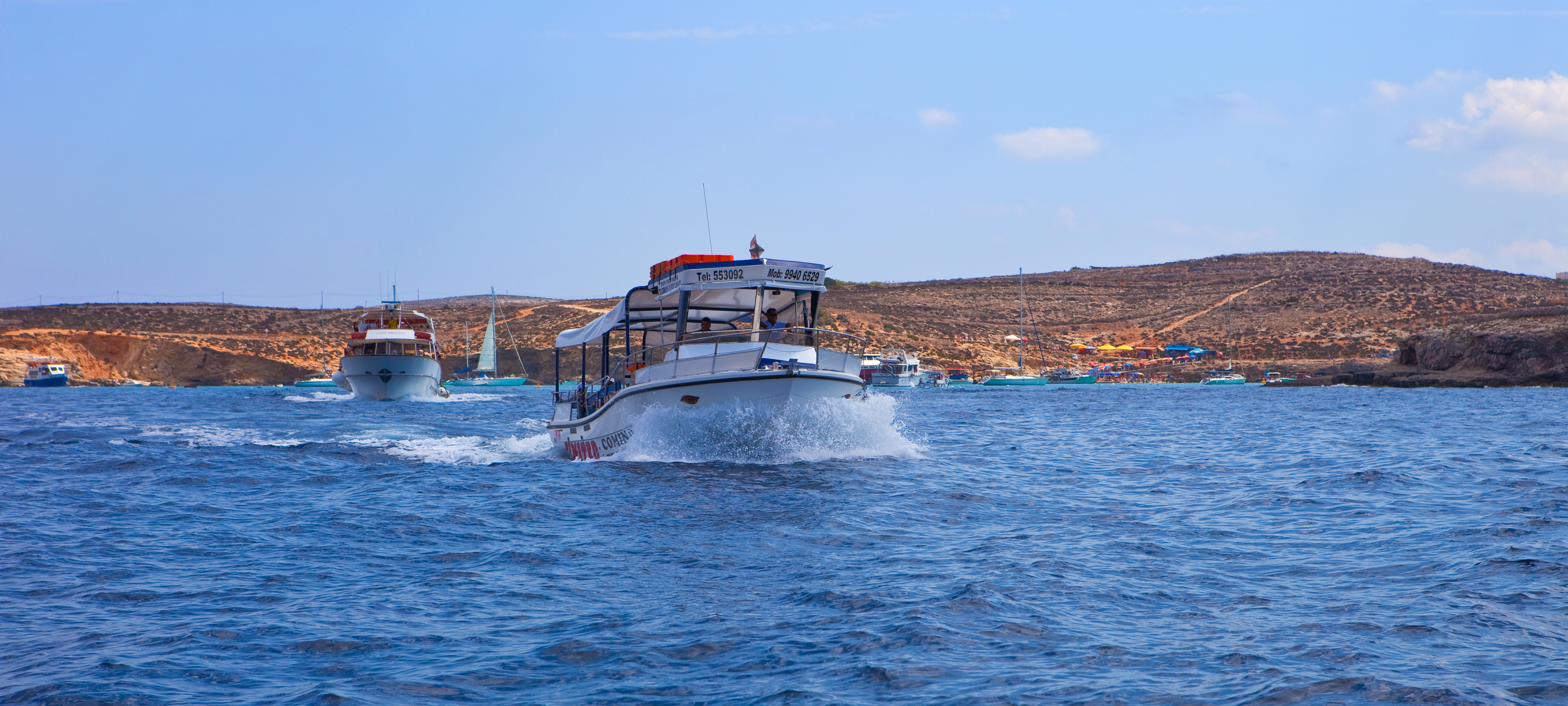
Turistbåter i Blue Lagoon.
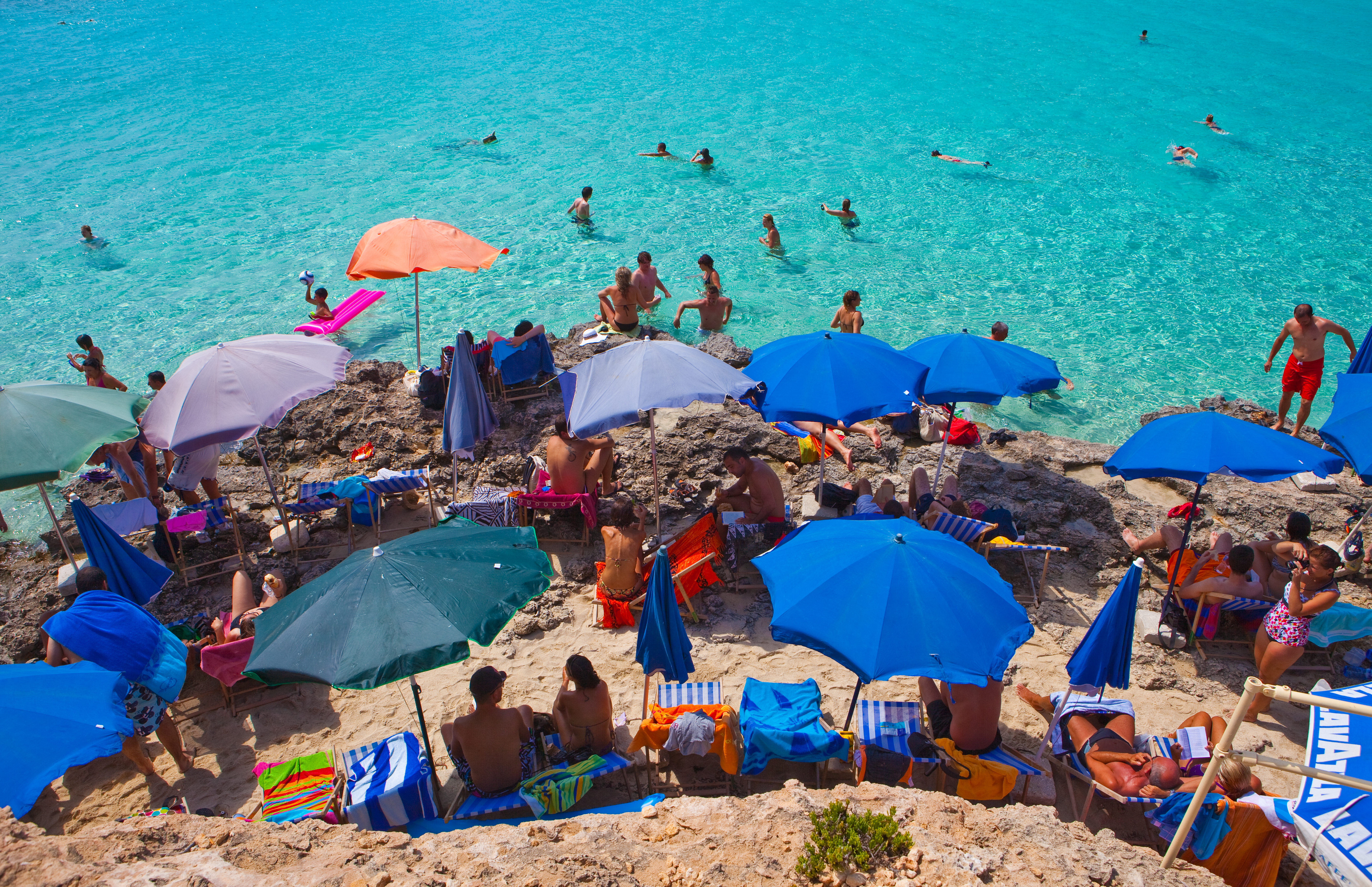
Badplats i Blue Lagoon.
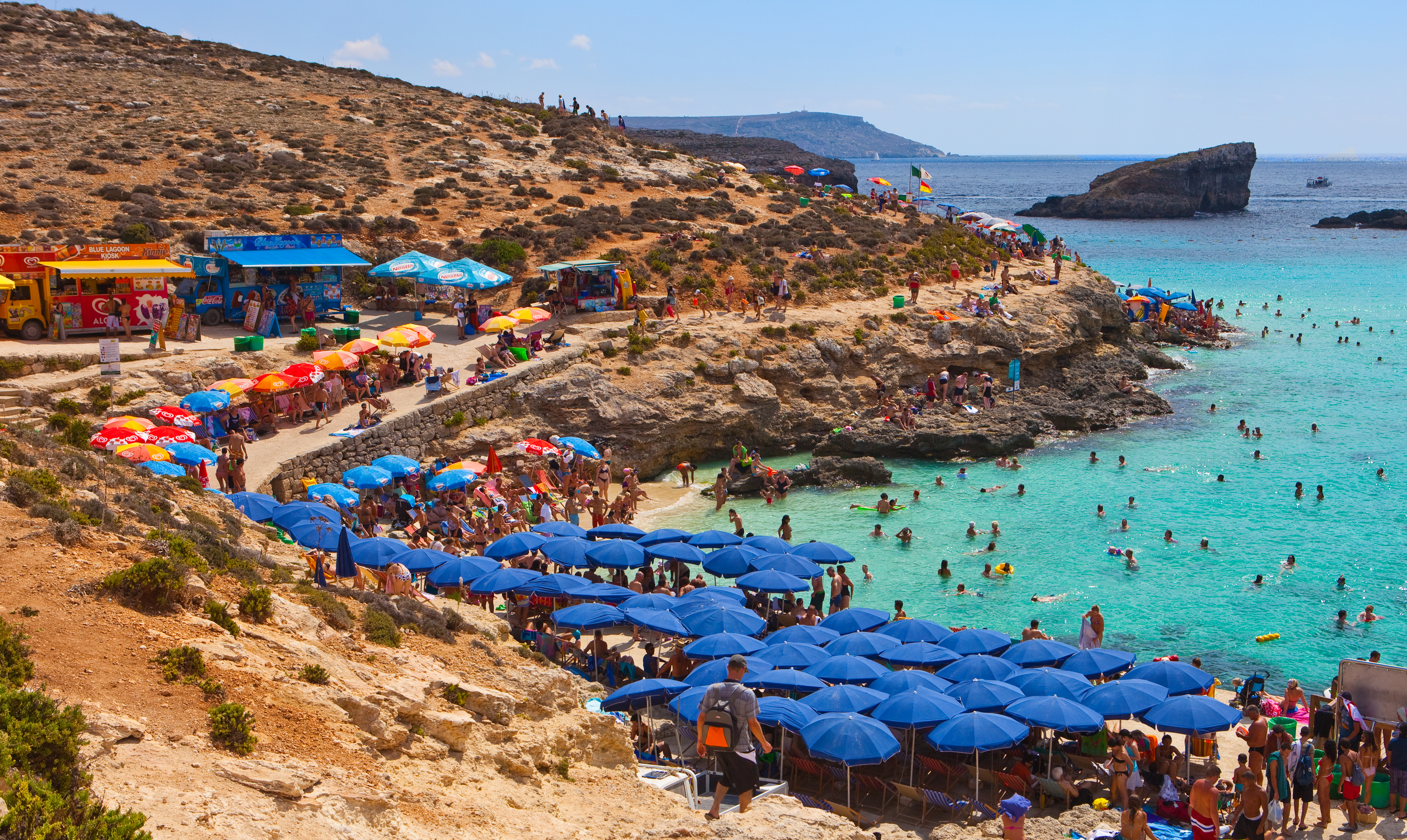
Badplats i Blue Lagoon.
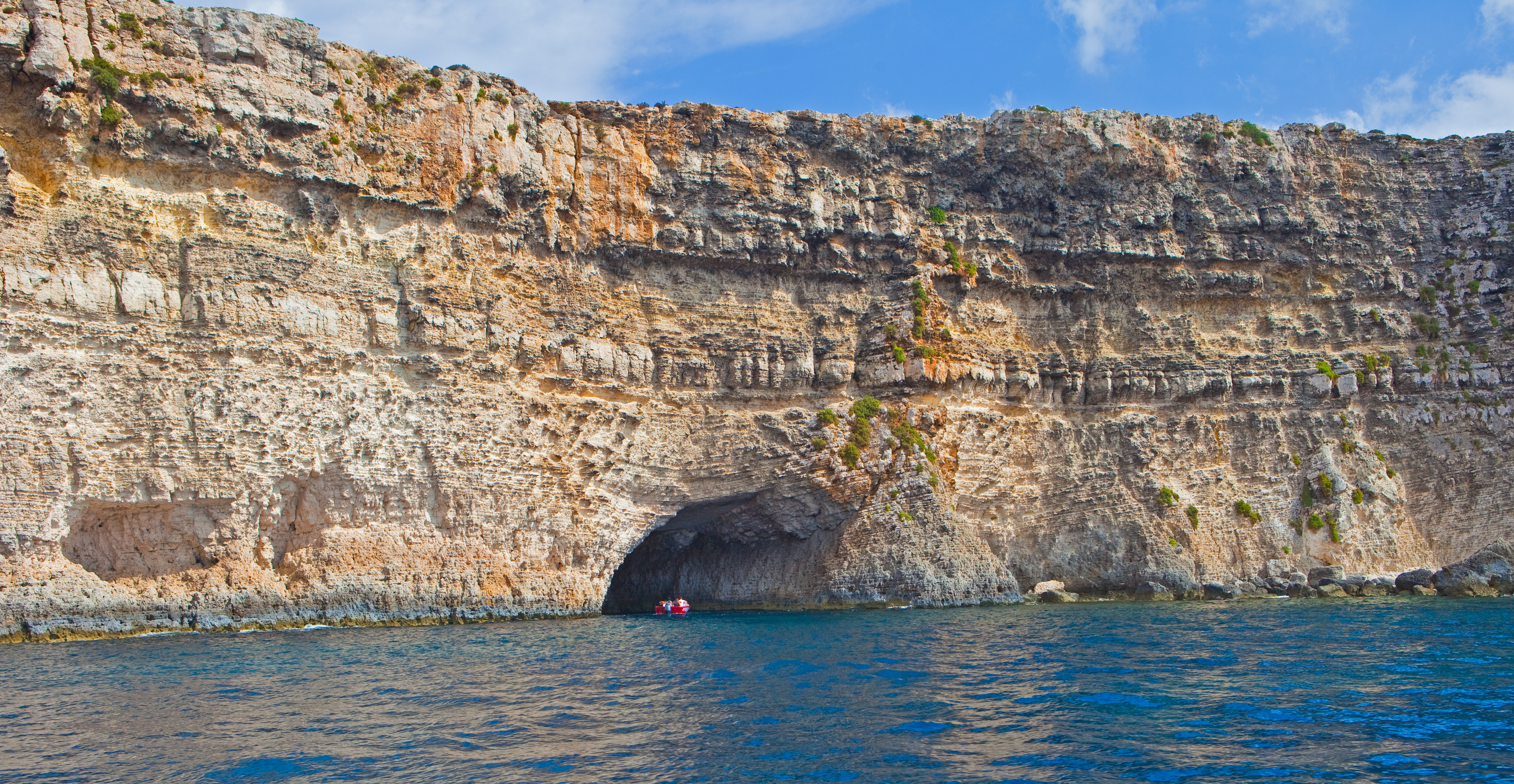
Blue Grotto.
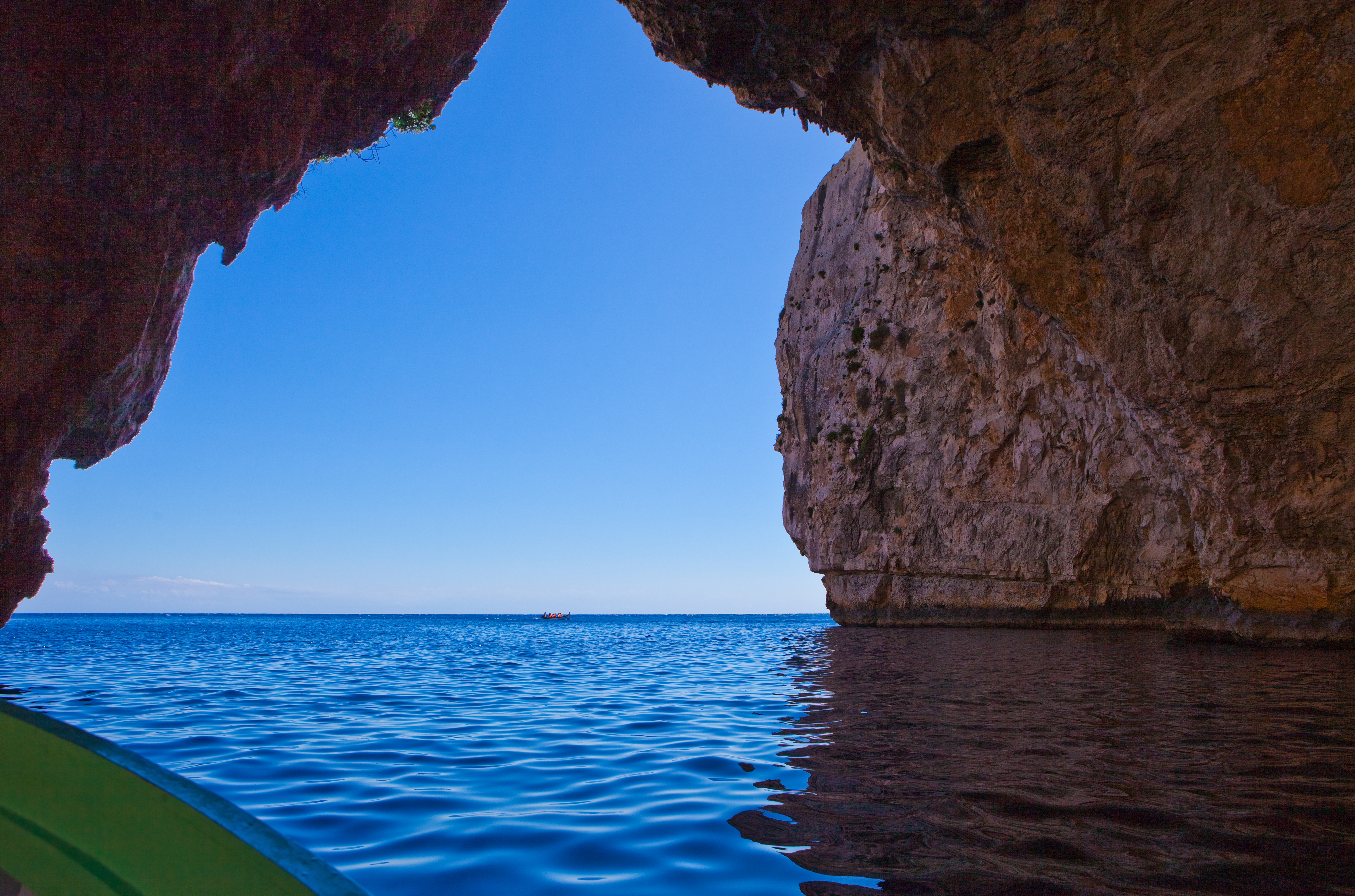
Blue Grotto.
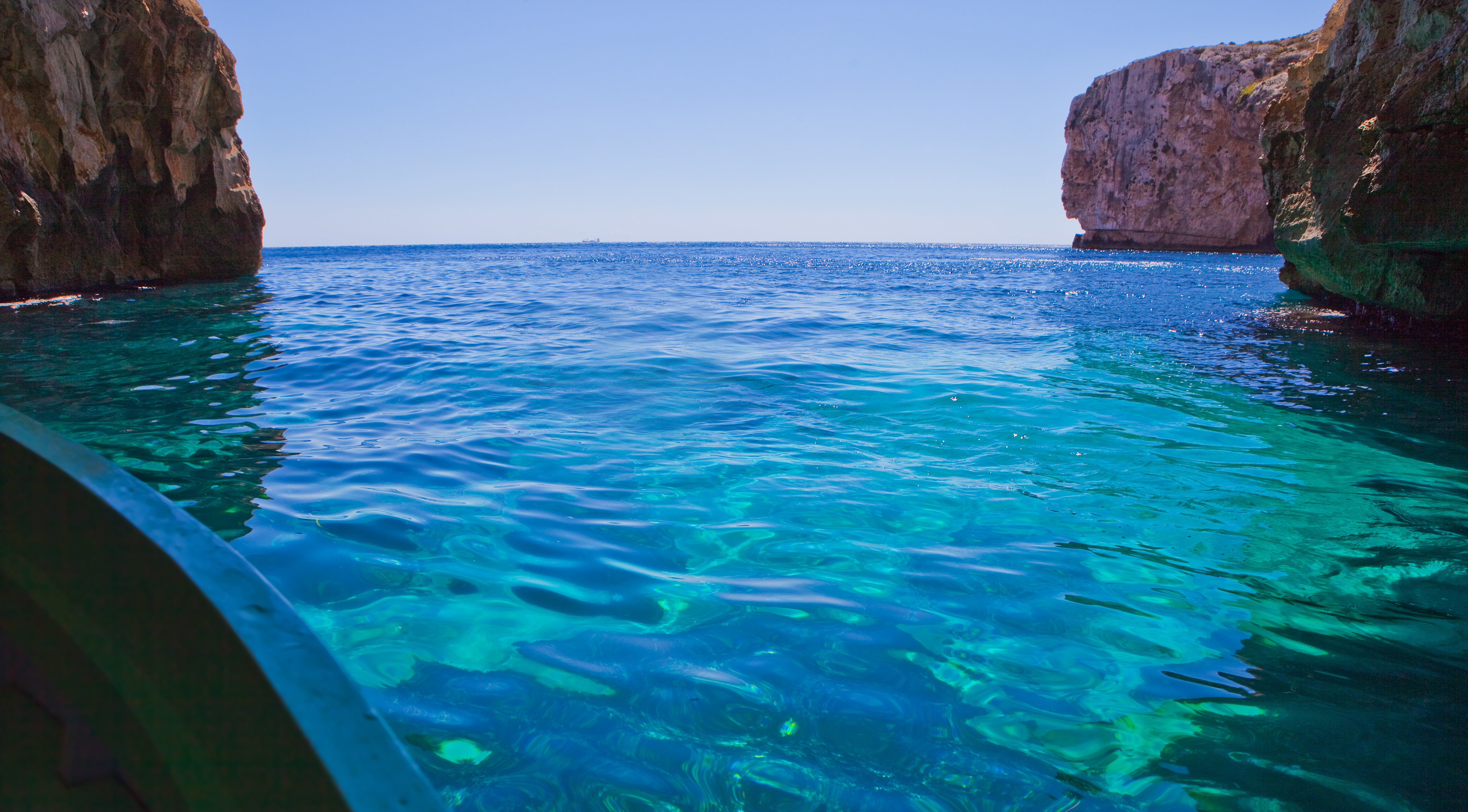
Blue Grotto.
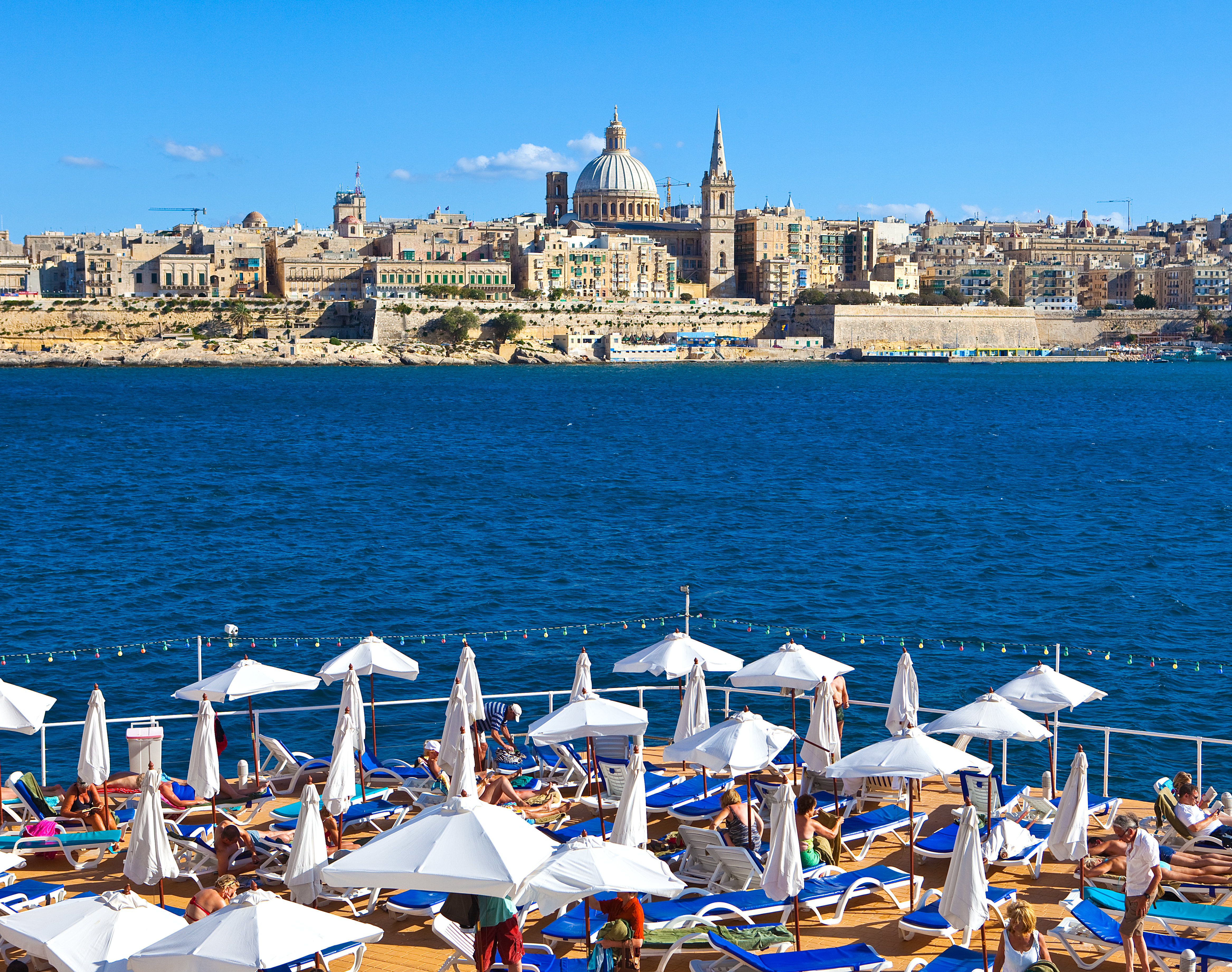
Utsikt mot Casa Rocca Piccola.
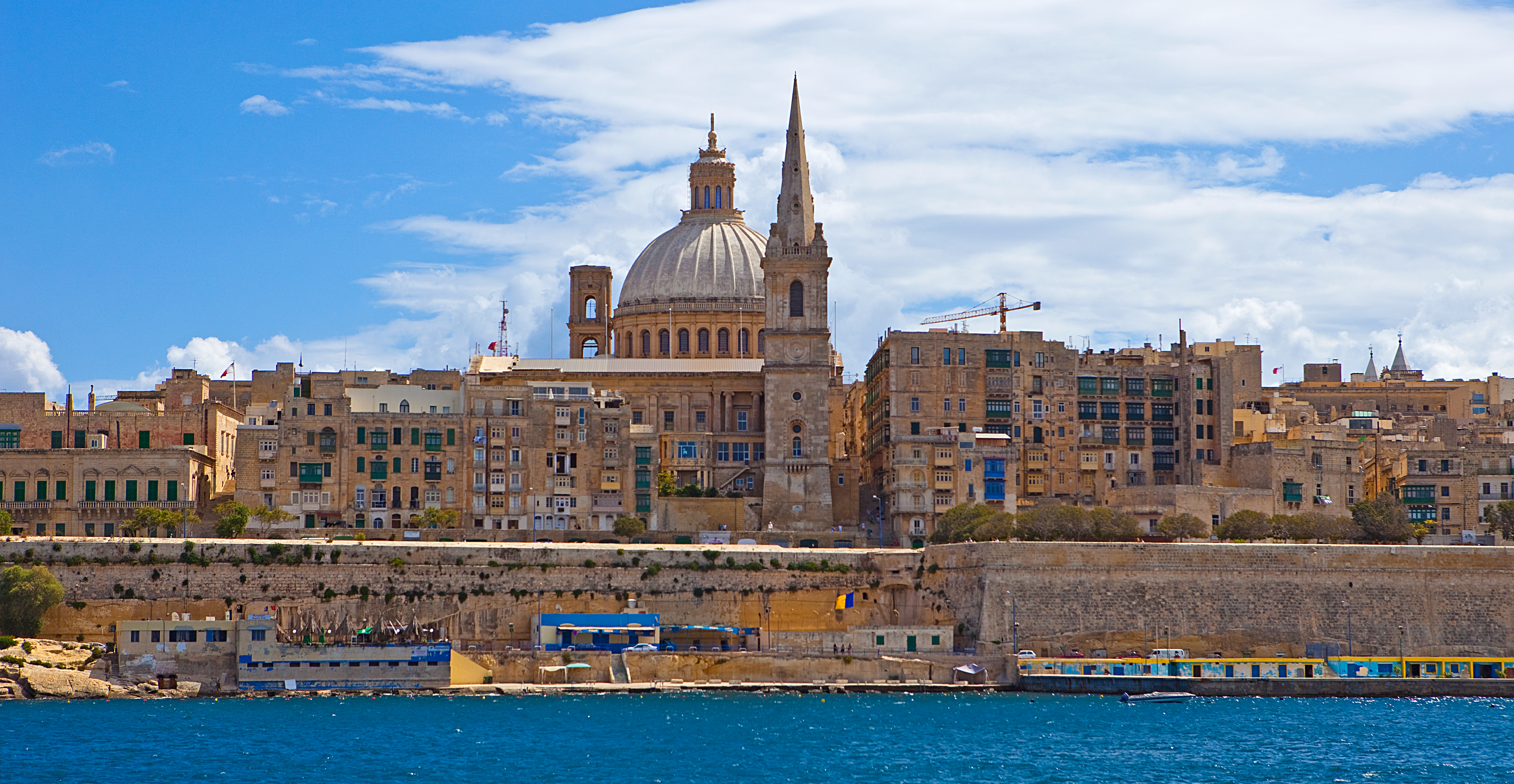
Casa Rocca Piccola.
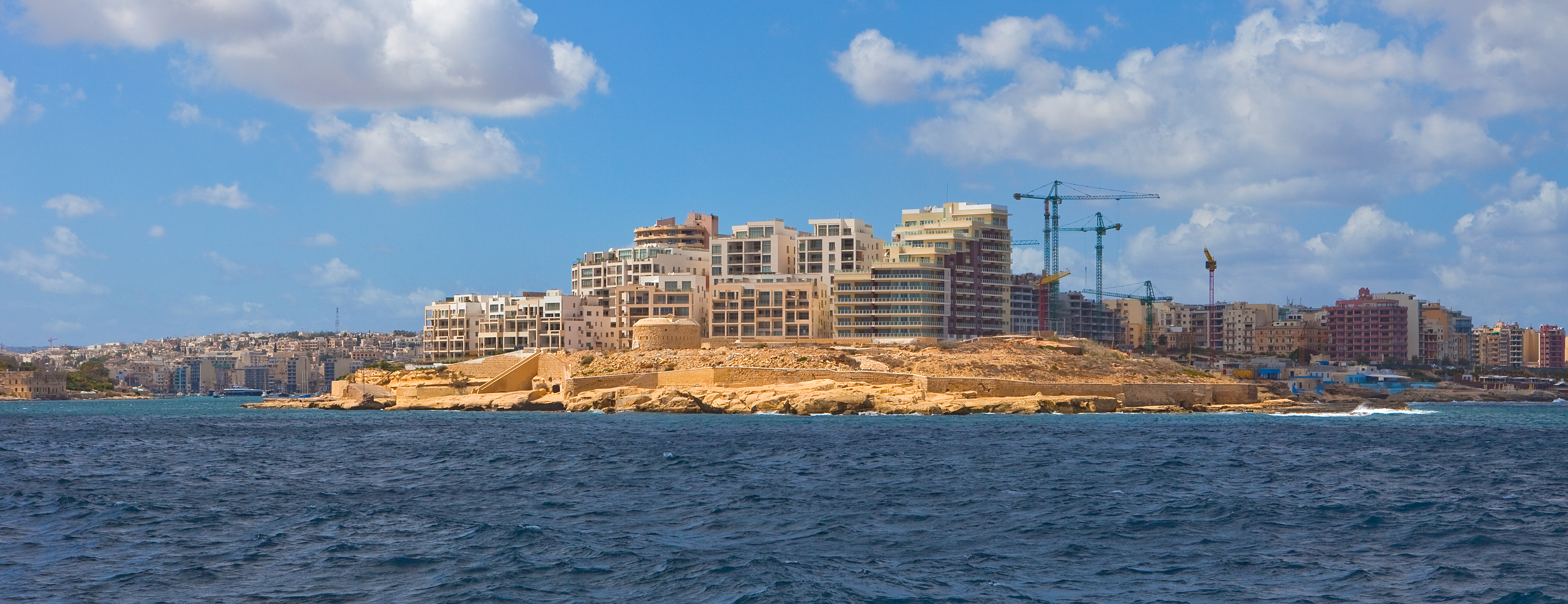
The Point.
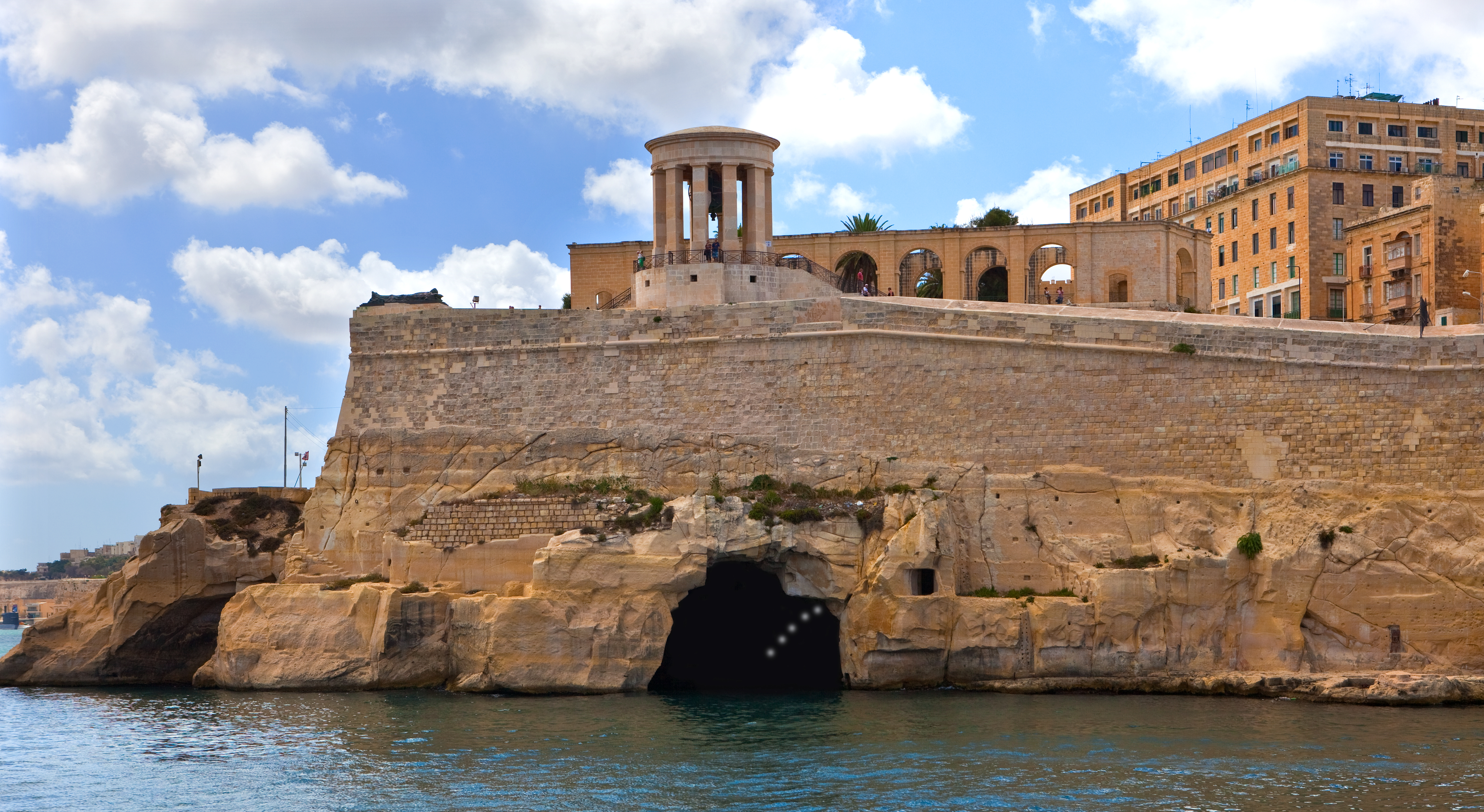
The Point.
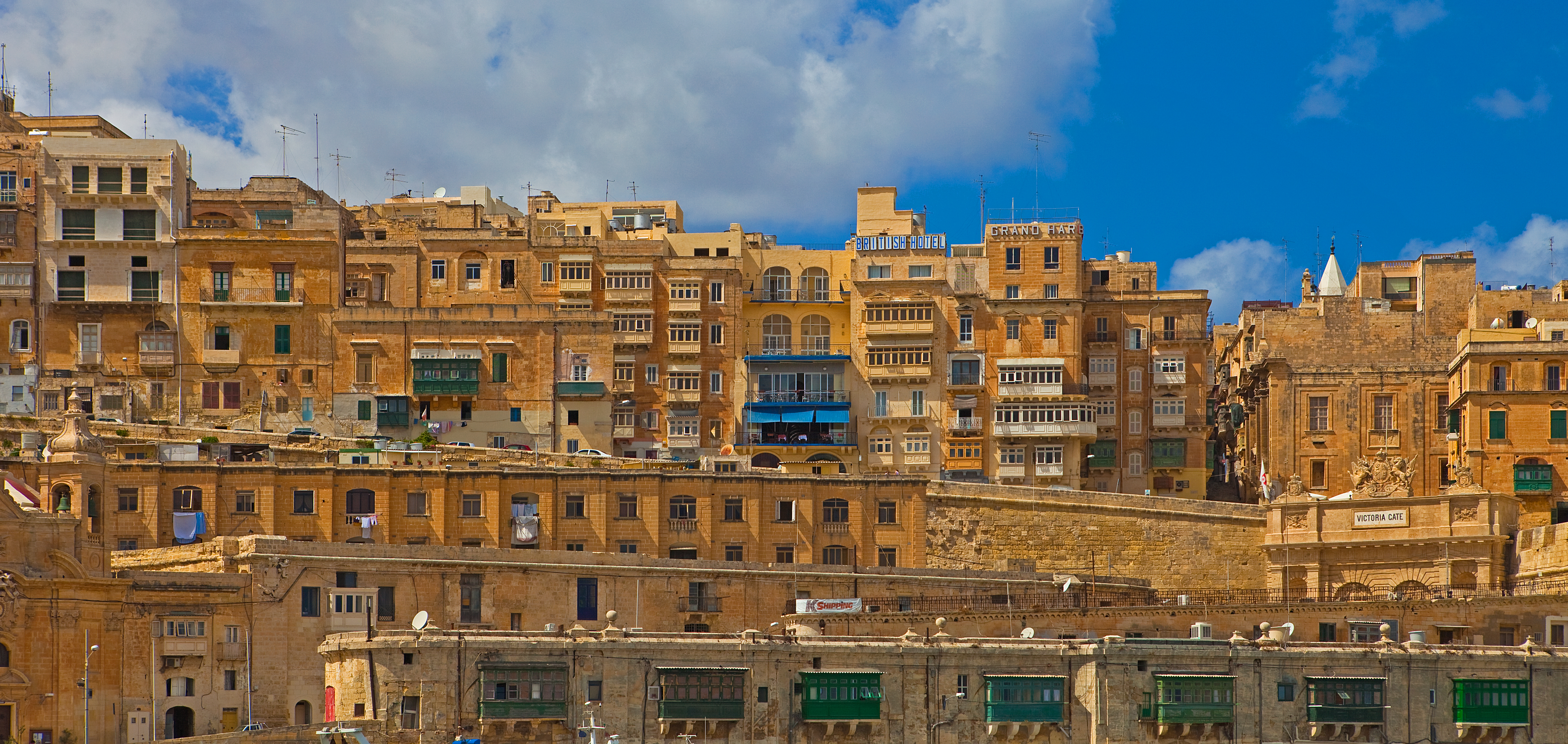
Valletta.
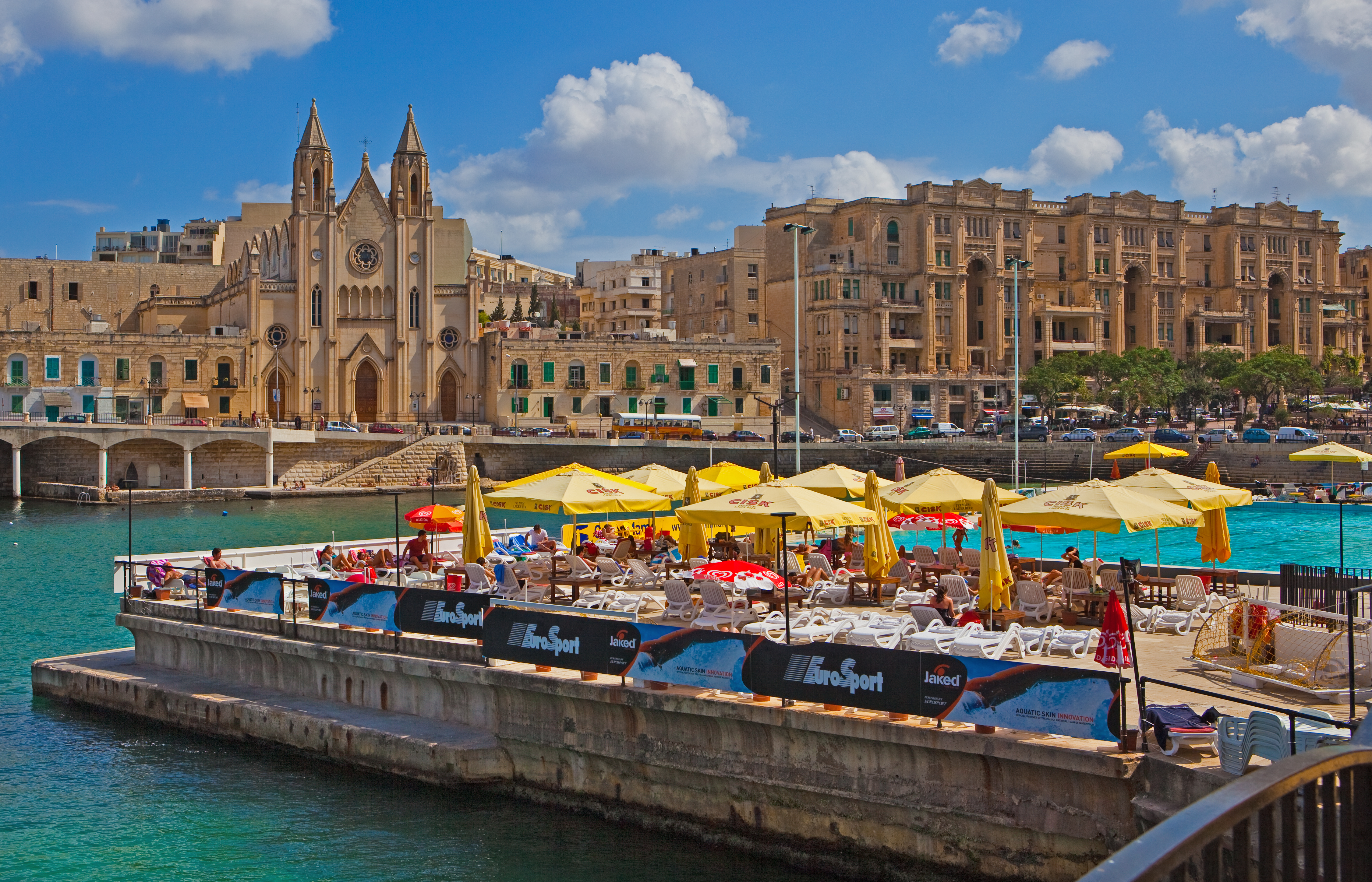
Valletta.
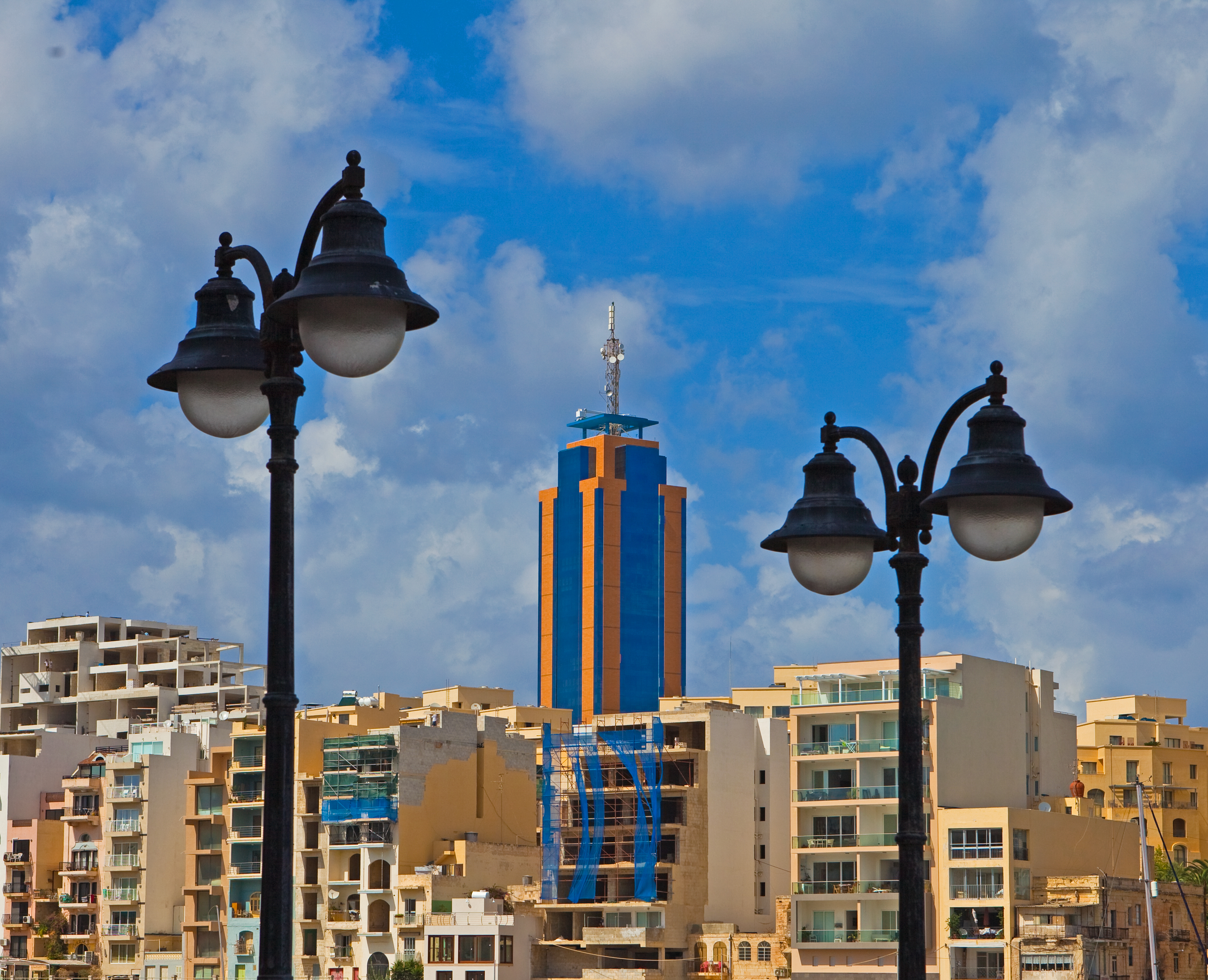
Millennium Chapel.
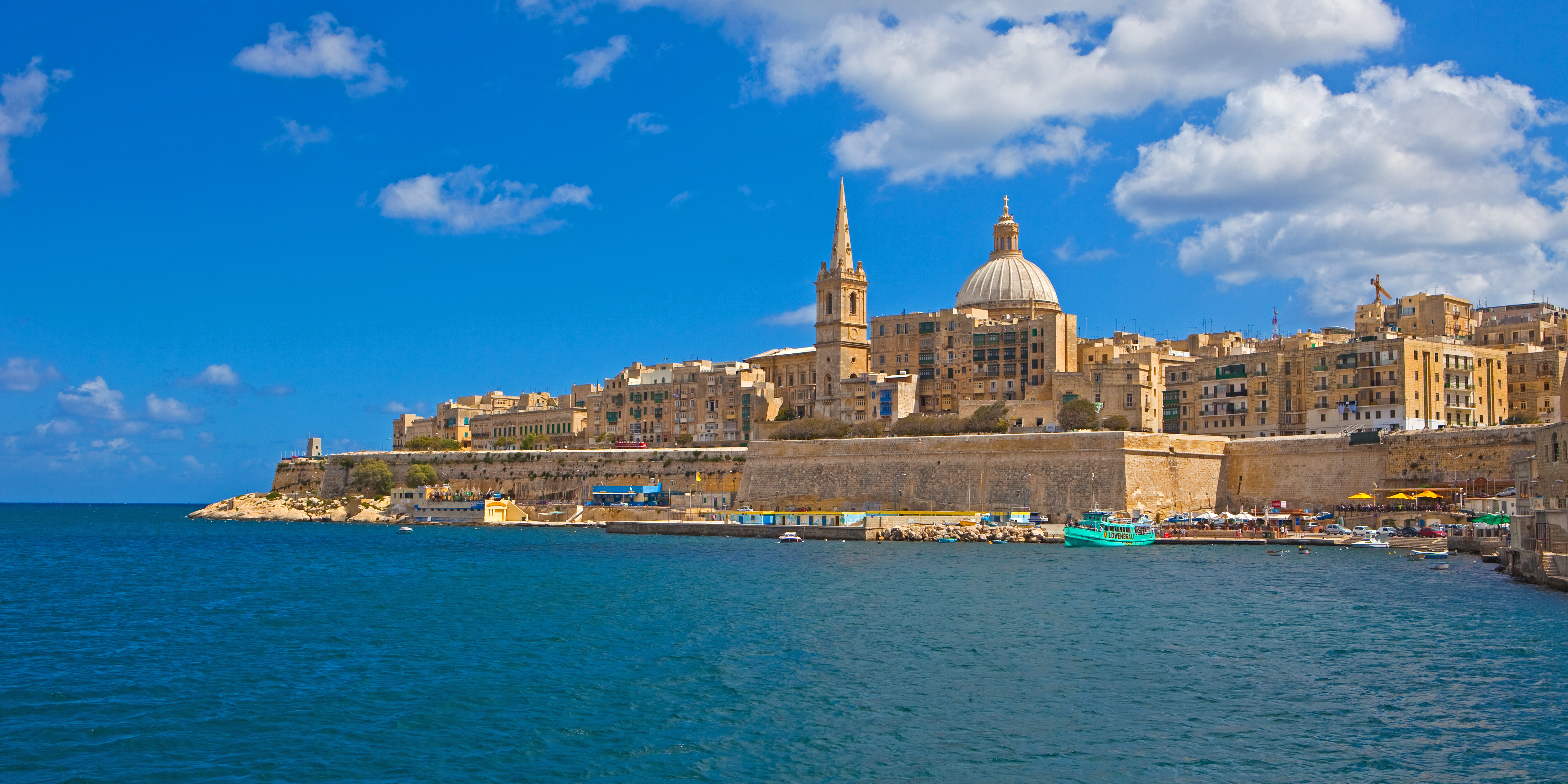
Casa Rocca Piccola.